# Phase 4 de l'univers cinématographique Marvel
 Pour plus de détails, voir Fiche technique et Distribution
La phase 4 de l'univers cinématographique Marvel (MCU) est un groupe de films et de séries télévisées de super-héros américains produits par Marvel Studios et basés sur des personnages apparaissant dans des publications de Marvel Comics. La phase quatre est composée de toutes les productions de Marvel Studios sorties entre 2021 et 2022. Il s'agit de la première phase de la franchise à inclure des séries télévisées, Marvel Studios développant plusieurs séries d'événements pour le service de streaming Disney+ en plus des films qui étaient déjà prêt à produire. La série WandaVision a débuté en janvier 2021, tandis que Black Widow est le premier film en salle, sortie le 9 juillet 2021 par Walt Disney Studios Motion Pictures.
Les films incluent Black Widow avec Scarlett Johansson de retour dans le rôle de Natasha Romanoff, puis Shang-Chi et la Légende des Dix Anneaux avec Simu Liu dans le rôle de Shang-Chi, le film d'ensemble Les Éternels, l’année 2021 se finit avec un troisième film de Spider-Man intitulé  Spider-Man: No Way Home avec Tom Holland de retour en tant que Peter Parker / Spider-Man, Doctor Strange in the Multiverse of Madness, avec Benedict Cumberbatch de retour en tant que Dr Stephen Strange / Docteur Strange, un quatrième Thor avec Thor: Love and Thunder avec Chris Hemsworth de retour en tant que Thor. La phase se terminera avec la suite de Black Panther, Black Panther: Wakanda Forever portée par Letitia Wright en tant que Shuri / Black Panther, ainsi qu'avec l'épisode special Noël The Guardians of the Galaxy Holiday Special exclusivement sur Disney+.
Les séries télévisées qui ont été lancées sur Disney+ dans le cadre de la scène incluent, WandaVision avec Elizabeth Olsen et Paul Bettany dans les rôles-titres, Falcon et le Soldat de l'hiver avec Anthony Mackie et Sebastian Stan dans les rôles-titres, la première saison de Loki avec Tom Hiddleston et Owen Wilson, la première saison de la série animée What If...? raconté par Jeffrey Wright comme Uatu / le Gardien, Hawkeye avec Jeremy Renner de retour comme Clint Barton / Hawkeye, Ms Marvel avec Iman Vellani comme Kamala Khan / Miss Marvel, Moon Knight, portée par Oscar Isaac, et She-Hulk : Avocate avec Tatiana Maslany comme Jennifer Walters / Miss Hulk.
La quatrième phase débute l'arc narratif de La Saga du Multivers (The Multiverse Saga en version originale). Elle fait suite aux trois premières phases de l'univers cinématographique Marvel qui constituent La Saga de l'Infini (The Infinity Saga en version originale).

## Développement

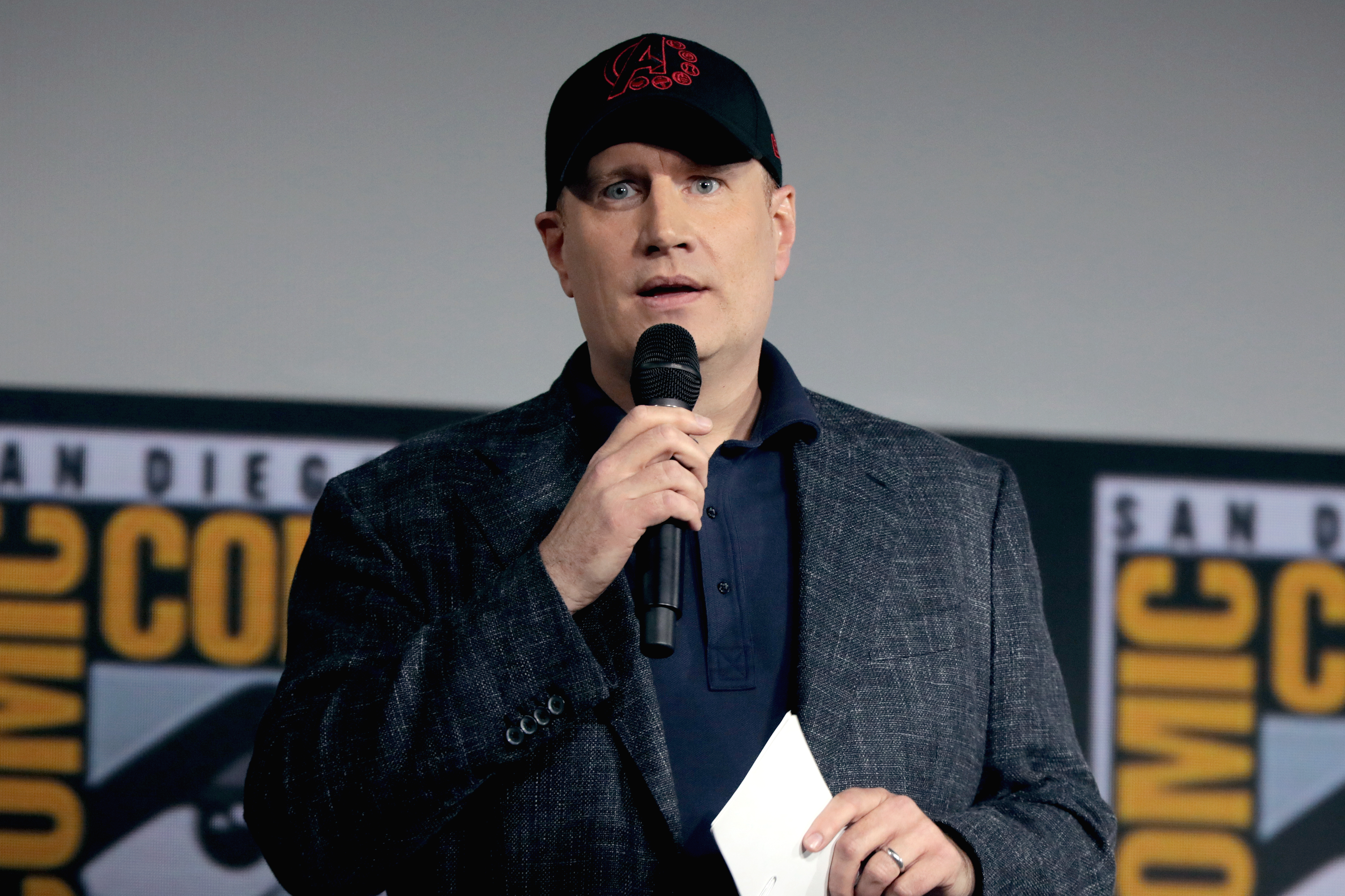
Kevin Feige annonce la phase quatre au San Diego Comic-Con 2019.

En octobre 2016, Walt Disney Studios avait prévu plusieurs dates de sortie pour les films sans titre de Marvel Studios pour 2020 et 2021. Le président de Marvel Studios, Kevin Feige, a déclaré que certains des films pour ces dates étaient déjà connus, expliquant : « Nous savons quels [films] nous aimerions être en 2020. Au fil des années, là où nous visons, nous avons eu la chance d'être généralement les mêmes, mais nous nous donnons toujours la possibilité de balancer, de tisser et de nous adapter si besoin est. » Feige n'était pas sûr que Marvel continuerait à regrouper les films MCU en phases une fois la phase trois terminée en 2019, affirmant que cela « pourrait être une nouvelle chose », mais en décembre 2018, on croyait que si Marvel utilisait le terme Phase Quatre. Feige a déclaré que Marvel espérait révéler quelques futurs films après la sortie de Avengers : Endgame (2019), avec le PDG de Walt Disney Company, Bob Iger, indiquant plus tard que Marvel dévoilerait sa liste de films post- Avengers : Endgame à la mi-2019.
En novembre 2017, Disney développait une série télévisée Marvel spécifiquement destinée à être diffusée sur son nouveau service de streaming Disney +, dont le lancement était prévu avant la fin de 2019. En septembre 2018, il a été révélé que Marvel Studios développait plusieurs séries limitées pour le service, centrées sur des personnages de « second rang » des films MCU qui n'avaient pas et ne joueraient probablement pas dans leurs propres films ; les acteurs qui ont joué les personnages dans les films devaient reprendre leurs rôles pour la série. Les histoires de chaque série étaient encore en cours de décision, mais la série était censée compter six à huit épisodes chacune et avoir un « budget robuste qui rivalise avec celui d'une grande production de studio ». La série serait produite par Marvel Studios plutôt que par Marvel Television, qui a produit la série télévisée précédente se déroulant dans le MCU. Feige prenait un « rôle pratique » dans le développement de chaque série, se concentrant sur « la poursuite de l'histoire » avec les films et « traitant » avec les acteurs qui reprendraient leurs rôles dans les films.
Feige a déclaré en février 2019 que la série serait « entièrement liée au MCU actuel, au MCU passé et à l'avenir du MCU », et un mois plus tard, il a précisé que la série prendrait des personnages des films, les changerait et voyez ces changements se refléter dans les futurs films, par opposition à la relation plus faible que les films entretiennent avec la série télévisée Marvel. Il a également déclaré que de nouveaux personnages introduits dans la série Disney + pourraient continuer à apparaître dans les films. En mai, Feige a comparé la série Disney + aux courts métrages Marvel One-Shots que Marvel Studios avait précédemment sortis aux côtés de ses films, en disant : « La meilleure chose à propos de One-Shots est que nous devons développer d'autres personnages passionnants que nous avons maintenant la série Disney+ où nous pouvons le faire à grande échelle. »
En juillet 2019, Marvel Studios a organisé un panel au San Diego Comic-Con, où Feige a annoncé la liste complète de la phase quatre. Cela comprenait cinq films à venir - Black Widow, Les Eternels, Shang-Chi et la légende des dix anneaux avec Simu Liu, Doctor Strange in the Multiverse of Madness et Thor: Love and Thunder - ainsi que cinq séries d'événements à venir sur Disney+ - Falcon et le soldat de l'hiver, WandaVision, Loki, et What If...? et Hawkeye. Il a confirmé qu'il y aurait des liens entre les films et la série, les événements de WandaVision et Loki devant se connecter directement à Doctor Strange in the Multiverse of Madness,. Feige a déclaré que ces dix projets constituaient la liste complète de la phase quatre à ce moment-là, bien que Marvel développe déjà d'autres projets à ce moment-là. Un mois plus tard, à J23, Feige a annoncé trois autres séries Disney + qui seraient publiées dans le cadre de la phase quatre : Ms. Marvel, Moon Knight et She-Hulk. En septembre, Disney et Sony Pictures ont annoncé que Marvel Studios et Feige produiraient un troisième film Spider-Man à sortir au cours de cette phase.
Black Widow a été retiré du calendrier de sortie de Disney en mars 2020 en raison de la pandémie de Covid-19. Discutant de cette décision pour Variety, Adam B. Vary et Matt Donnelly se sont demandé si le MCU pourrait être plus affecté par ce retard que d'autres propriétés majeures en raison de la nature interconnectée de la franchise, bien qu'une source de Marvel Studios ait déclaré au duo que cela changeait la donne. la date de sortie du film n'affecterait pas le reste de la chronologie du MCU. En avril, Disney modifie toute sa liste de sorties de la phase quatre, programmant Black Widow pour une date que Les Éternels devait sortir en novembre 2020, et replaçant tous ses autres films de la phase quatre dans les délais pour s'adapter à cela. Plus tard ce mois-là, Sony a reporté le troisième film de Spider-Man à novembre 2021, ce qui a amené Disney à ajuster la sortie de Doctor Strange in the Multiverse of Madness et Thor : Love and Thunder.
En juillet 2020, Disney a confirmé que Falcon et le Soldat de l'hiver ne sortirait pas en août 2020 comme prévu car la série n'avait pas terminé le tournage en raison de la pandémie de COVID-19, tandis que Sony a retardé la sortie du troisième film Spider-Man pour décembre 2021. En septembre, WandaVision devait être la première série télévisée sortie sur scène, car la sortie de The Falcon et le soldat de l'hiver a été repoussée à 2021 en raison de retards de production,, tandis que la sortie de Black Widow était repoussé à mai 2021, entraînant le report du films  Les Éternels and Shang-Chi et la légendes des dix anneaux ; Cela a fait de 2020 la première année depuis 2009 sans sortie en salles de Marvel Studios.

## Films
| Film,                                       | Dates de sortie                     | Réalisateur(s)        | Scénariste(s)                                          | Producteur                       | Statut  |
| ------------------------------------------- | ----------------------------------- | --------------------- | ------------------------------------------------------ | -------------------------------- | ------- |
| Black Widow                                 | 9 juillet 2021 7 juillet 2021       | Cate Shortland        | Eric Pearson                                           | Kevin Feige                      | Terminé |
| Shang-Chi et la Légende des Dix Anneaux     | 3 septembre 2021 1er septembre 2021 | Destin Daniel Cretton | David Callaham, Destin Daniel Cretton et Andrew Lanham | Kevin Feige et Jonathan Schwartz | Terminé |
| Les Éternels                                | 5 novembre 2021 3 novembre 2021     | Chloé Zhao            | Chloé Zhao et Patrick Burleigh                         | Kevin Feige et Nate Moore        | Terminé |
| Spider-Man: No Way Home                     | 17 décembre 2021 15 décembre 2021   | Jon Watts             | Chris McKenna et Erik Sommers                          | Kevin Feige et Amy Pascal        | Terminé |
| Doctor Strange in the Multiverse of Madness | 6 mai 2022 4 mai 2022               | Sam Raimi             | Michael Waldron                                        | Kevin Feige                      | Terminé |
| Thor: Love and Thunder                      | 8 juillet 2022 13 juillet 2022      | Taïka Waititi         | Taika Waititi et Jennifer Kaytin Robinson,             | Kevin Feige et Brad Winderbaum   | Terminé |
| Black Panther: Wakanda Forever              | 11 novembre 2022 9 novembre 2022    | Ryan Coogler          | Ryan Coogler et Joe Robert Cole                        | Kevin Feige                      | Terminé |

### Black Widow(2021)
Pour plus de détails, voir Fiche technique et Distribution.

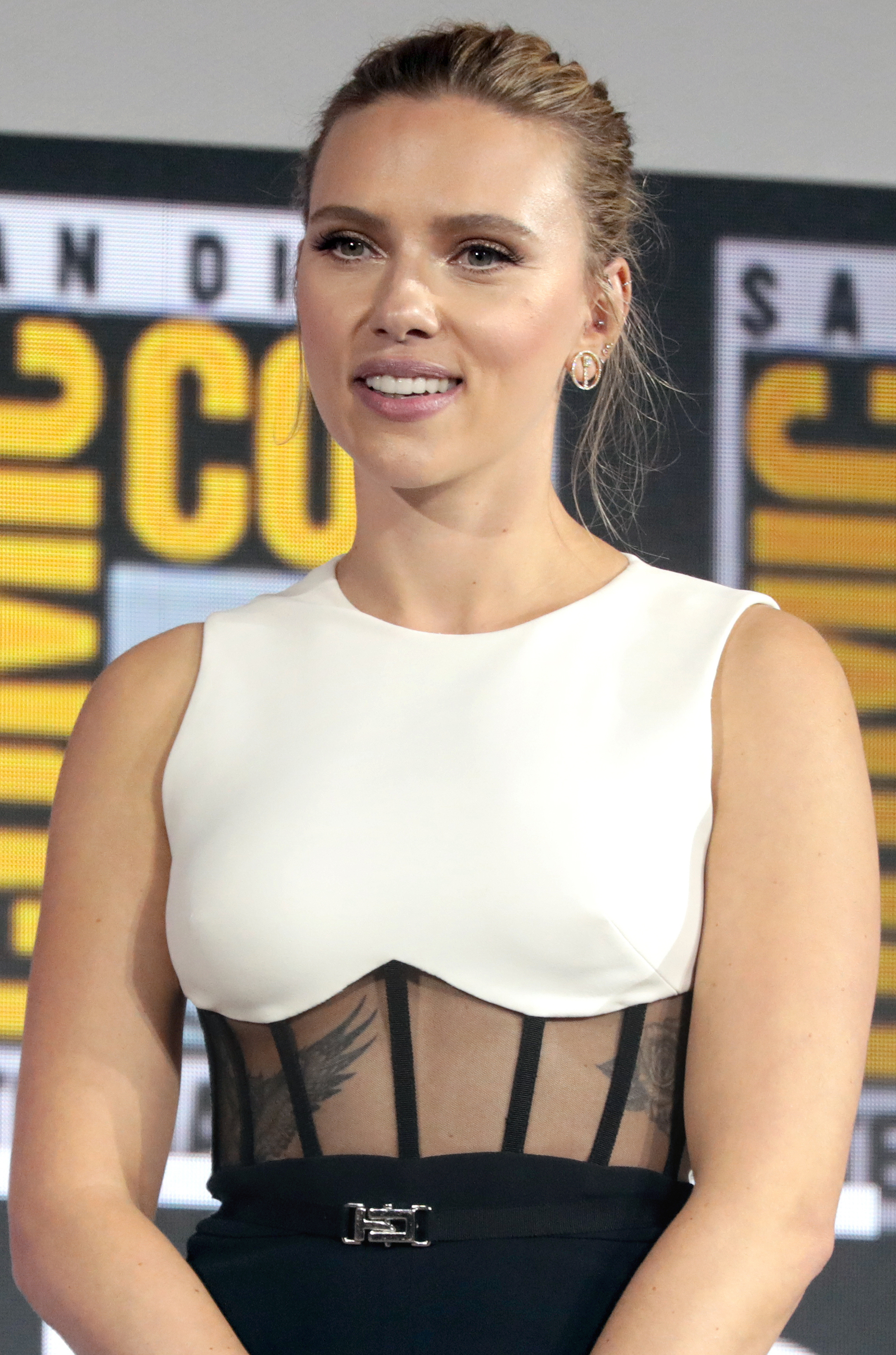
Scarlett Johansson, une des Black Widow dans le film. Également productrice du film

Après les événements de Captain America: Civil War (2016), Natasha Romanoff se retrouve seule et forcée d'affronter une dangereuse conspiration liée à son passé. Poursuivie par une force qui ne reculera devant rien pour la faire tomber, Romanoff doit faire face à son histoire d'espionne et aux relations brisées laissées dans son sillage bien avant qu'elle ne devienne une Avenger,.
Après avoir exploré l'histoire de Natasha Romanoff dans Avengers : L'Ère d'Ultron (2015), Kevin Feige a exprimé son intérêt à l'explorer davantage dans un film solo. En janvier 2018, Jac Schaeffer a été embauché pour écrire le scénario, avec Cate Shortland embauchée pour diriger en juillet. Ned Benson réécrivait le scénario en février prochain. Schaeffer et Benson recevraient le crédit de l'histoire du film, Eric Pearson étant crédité pour le scénario. Le tournage a commencé en mai 2019 en Norvège et au Royaume-Uni,, et a duré jusqu'en octobre. Black Widow est sorti le 8 juillet 2021. Sa sortie a été retardée par rapport à une date initiale de mai 2020 en raison de la pandémie de COVID-19,.

### Shang-Chi et la Légende des Dix Anneaux(2021)
Pour plus de détails, voir Fiche technique et Distribution.

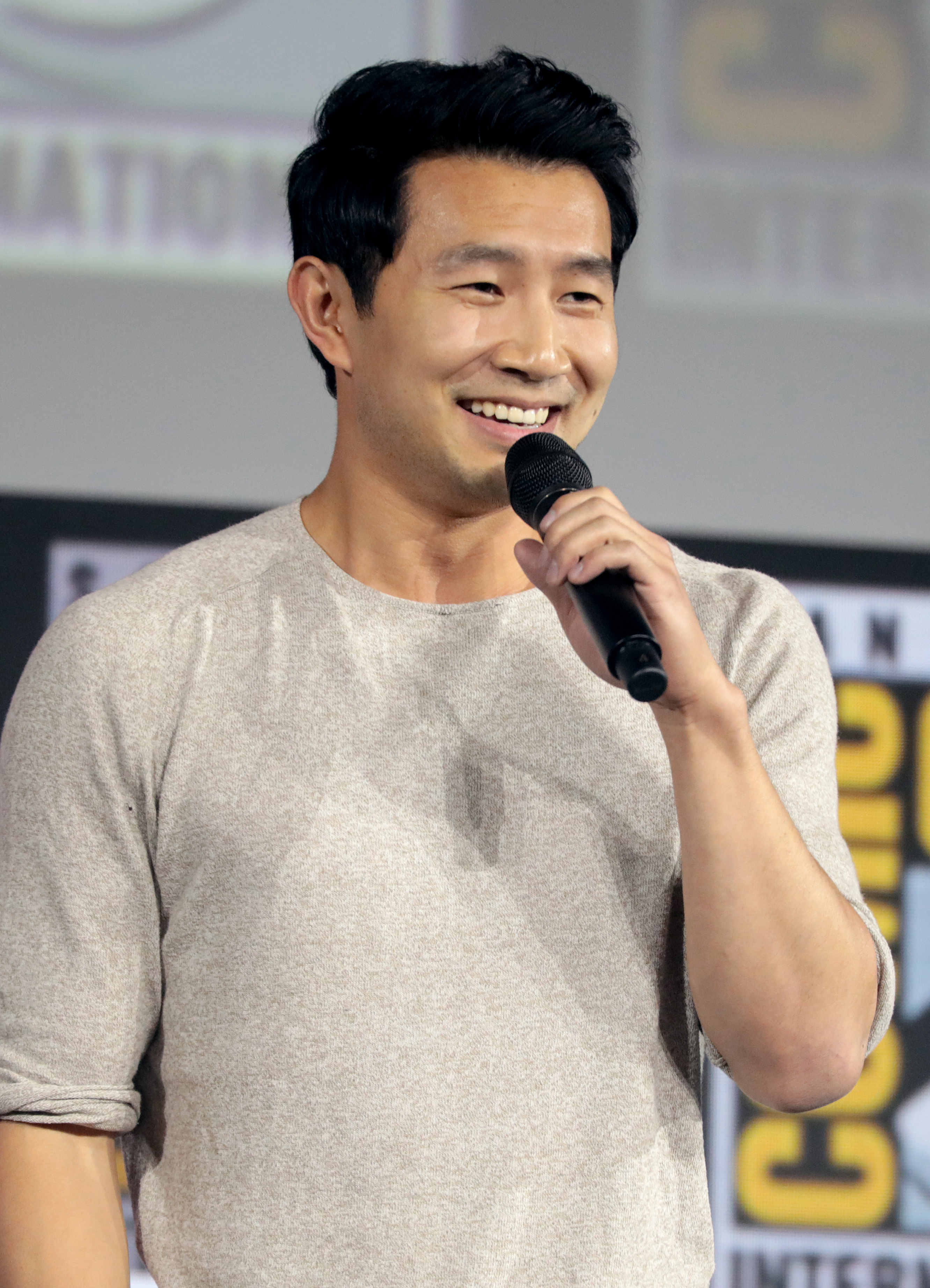
L'acteur Simu Liu qui joue le rôle de Shang-Chi dans le film

En décembre 2018, Marvel « accélérait » le développement d'un film Shang-Chi, qui serait leur premier film dirigé par l'Asie.
L'écrivain sino-américain David Callaham a été embauché pour travailler sur le scénario et en mars 2019, Marvel a embauché Destin Daniel Cretton pour réaliser le film.
Au San Diego Comic-Con 2019, Simu Liu a été révélé être choisi pour le rôle-titre, avec Tony Leung dépeignant le Mandarin.
Le tournage a commencé en février 2020 en Australie,, mais a été suspendu en mars en raison de la pandémie de COVID-19.
La production a repris fin juillet début août 2020.
Shang-Chi et la légende des dix anneaux est sorti le 3 septembre 2021.
L'organisation des Dix Anneaux a été évoquée dans Iron Man (2008), Iron Man 2 (2010), Marvel One-Shot All Hail the King (2014) et Ant-Man (2015).
Ben Kingsley a dépeint Trevor Slattery, un imposteur se faisant passer pour le Mandarin, dans Iron Man 3 (2013).

### Les Éternels(2021)
Pour plus de détails, voir Fiche technique et Distribution.

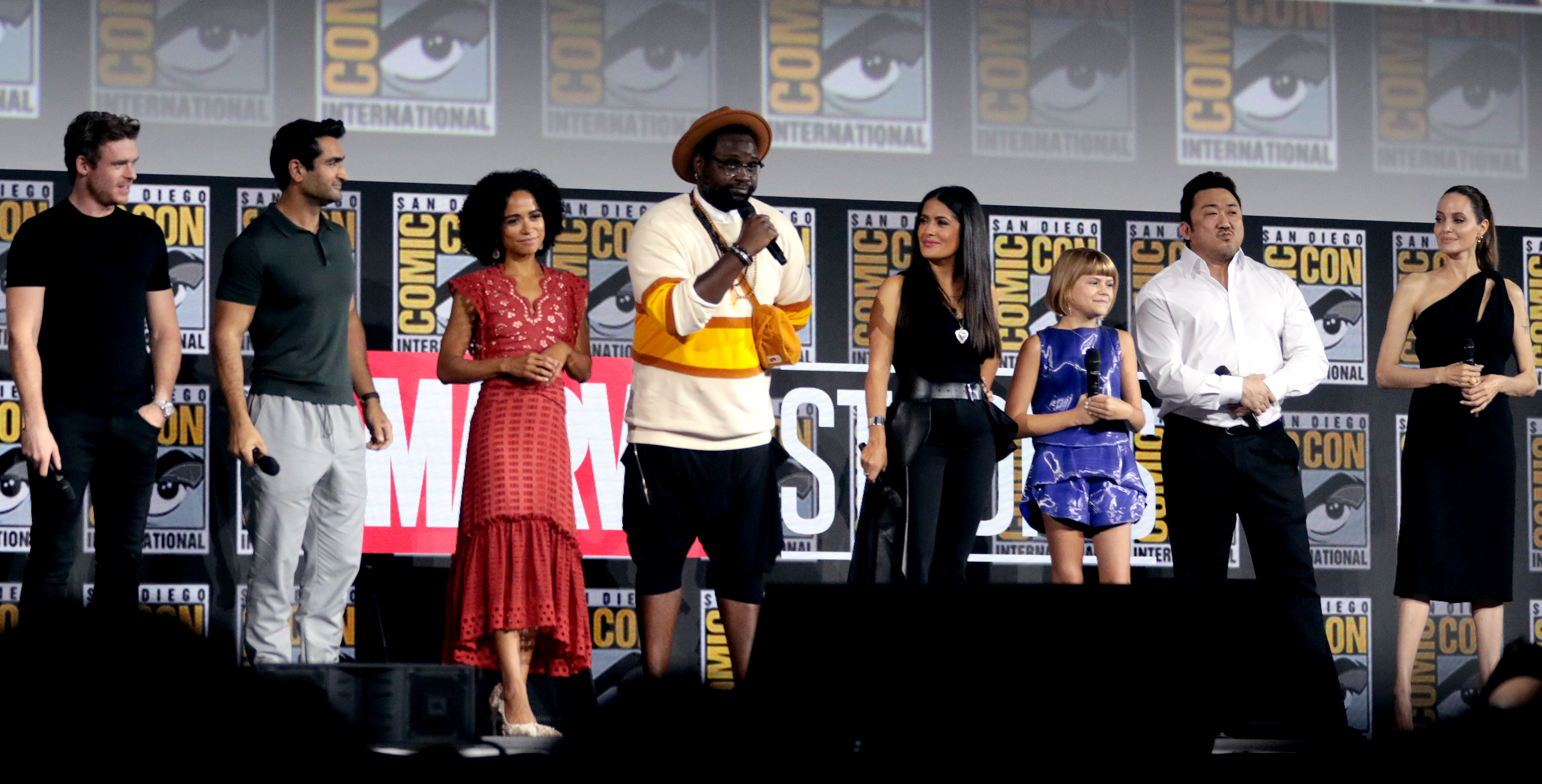
L'ensemble des acteurs du films présenté au comic-con de San Diego

À la suite d'une tragédie inattendue après les événements d' Avengers: Endgame (2019), — les Éternels  une race extraterrestre immortelle créée par les Célestes qui vivent secrètement sur Terre depuis plus de 7 000 ans, — se rassemblent pour protéger l'humanité de leurs homologues maléfiques, les Déviants,.
En avril 2018, Marvel s'est associé à plusieurs scénaristes pour créer un film basé sur les Éternels, centré sur une histoire d'amour entre les personnages Sersi et Ikaris,.
Un mois plus tard, Kaz et Ryan Firpo ont été embauchés pour écrire le scénario du projet.
Fin septembre 2018, Marvel engageait Chloé Zhao pour réaliser le film intitulé Les Eternels.
Le tournage a commencé en juillet 2019 à Londres, et a duré jusqu'en février 2020.
Le casting principal, mené par Richard Madden dans le rôle d'Ikaris, a été annoncé au San Diego Comic-Con 2019, avec Gemma Chan dans le rôle de Sersi un mois plus tard.
Le titre a été raccourci en août 2020. Les Eternels est sorti le 5 novembre 2021.

### Spider-Man: No Way Home(2021)
Pour plus de détails, voir Fiche technique et Distribution.

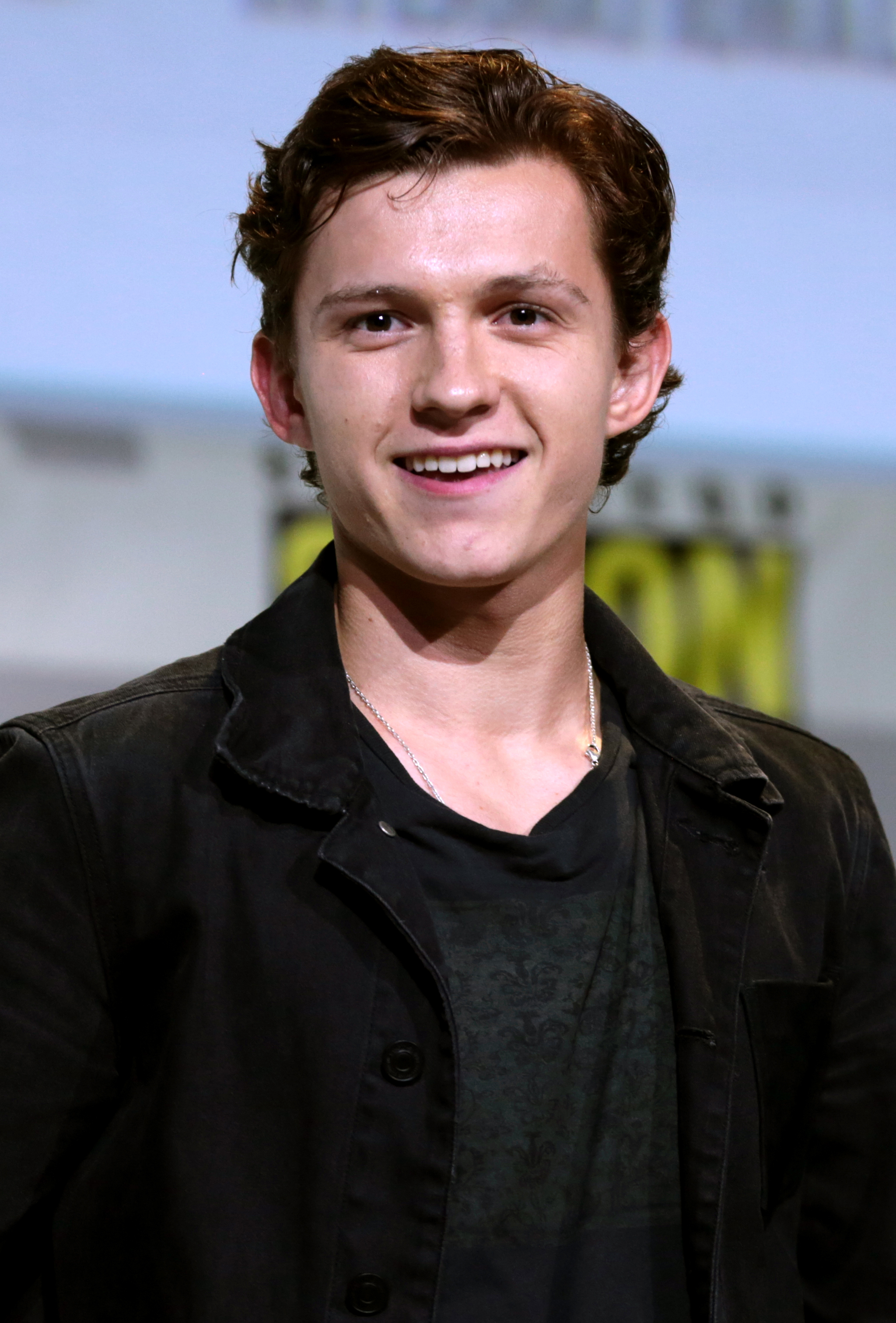
L'acteur Tom Holland qui joue Spider-Man dans le MCU

En avril 2017, il a été annoncé qu'un troisième Spider-Man était prévu, avec Peter Parker / Spider-Man, Tom Holland déclarant en juin que le film se déroulerait pendant la dernière année de lycée de Parker.
En juillet 2019, Feige a déclaré que le troisième film comporterait « une histoire de Peter Parker qui n'a jamais été faite auparavant dans le film » en raison de la scène de mi-crédits dans Spider-Man: Far From Home (2019).
En août 2019, Disney et Sony semblaient incapables de parvenir à un nouvel accord pour que Marvel Studios et Feige continuent à être impliqués dans les films Spider-Man, mais le mois suivant, ils ont annoncé conjointement que Marvel Studios et Feige produiraient le troisième film, avec Holland. Sony a également embauché les écrivains de Far From Home Chris McKenna et Erik Sommers pour travailler sur la suite à ce moment-là. En juin 2020, Jon Watts a été confirmé pour revenir en tant que réalisateur. Le tournage a commencé en octobre 2020 à New York,, et a duré jusqu'en février 2021. Le tournage a également eu lieu à Atlanta,, Los Angeles et l'Islande,,. Le film est sorti le 17 décembre 2021.
Le film sera lié à Docteur Strange in the Multiverse of Madness (2022), avec Benedict Cumberbatch reprenant son rôle de Dr Stephen Strange des films MCU précédents. Jamie Foxx et Andrew Garfield reviendront en tant que Max Dillon/Electro et Peter Parker/Spider-Man des films The Amazing Spider-Man,, aux côtés d' Alfred Molina et Tobey Maguire en tant qu'Otto Octavius/Doctor Octopus et Peter Parker/Spider-Man de la trilogie du film Spider-Man de Sam Raimi.

### Doctor Strange in the Multiverse of Madness(2022)
Pour plus de détails, voir Fiche technique et Distribution.

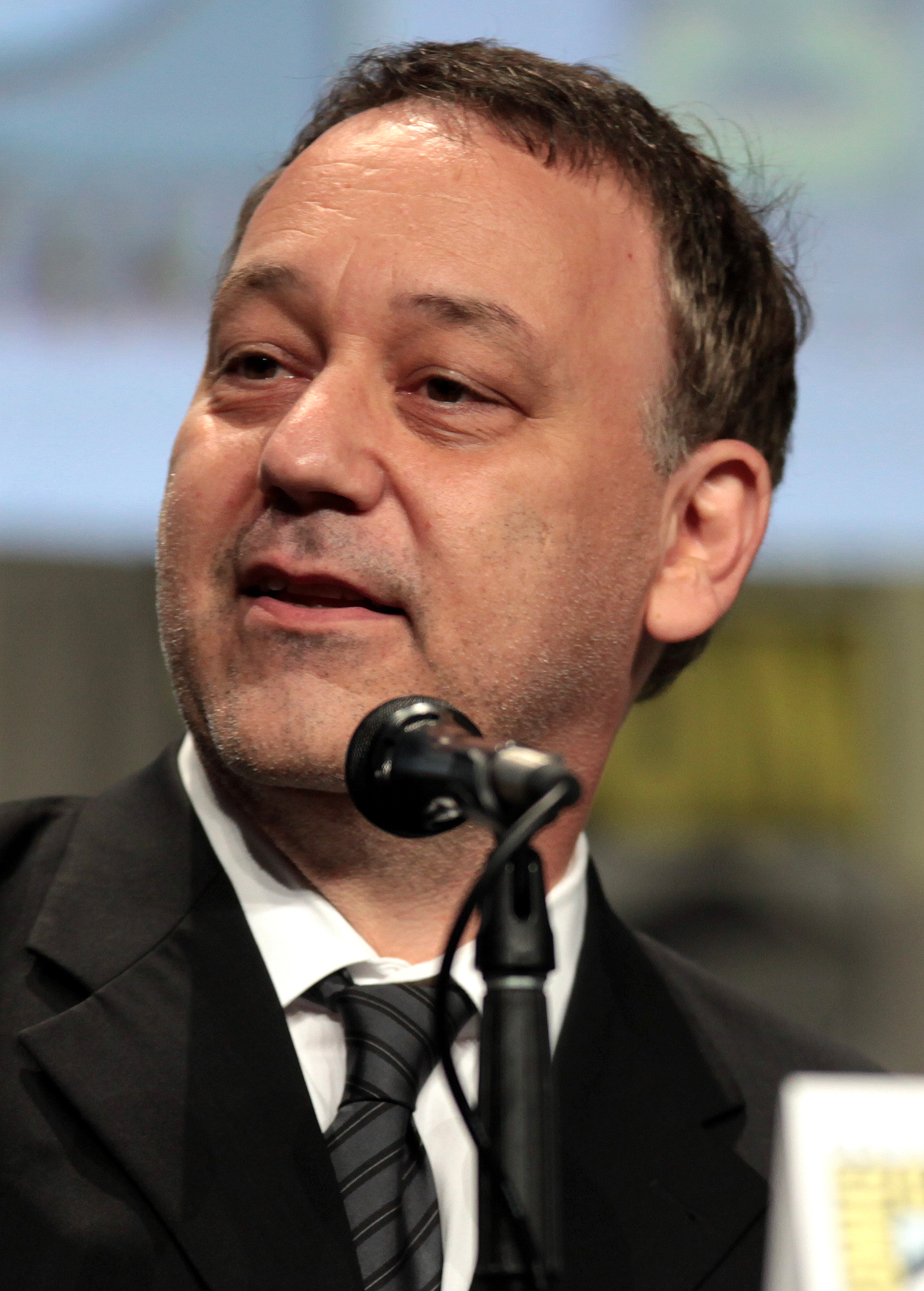
Sam Raimi, réalisateur du Film

En décembre 2018, Scott Derrickson avait conclu un accord pour revenir diriger une suite de Doctor Strange (2016), avec Benedict Cumberbatch reprenant le rôle titre.
Le titre de la suite a été officiellement annoncé au San Diego Comic-Con 2019, ainsi que l'intention de Derrickson d'explorer plus d'éléments d'horreur « gothiques » de la bande dessinée que le premier opus. En octobre 2019, Jade Bartlett a été embauchée pour écrire le film. En janvier 2020, Marvel et Derrickson ont annoncé qu'il cesserait de réaliser le film en raison de différences créatives, mais resterait en tant que producteur exécutif du film. En février, Sam Raimi a entamé des négociations pour prendre la relève en tant que réalisateur, et le scénariste en chef de Loki, Michael Waldron, a rejoint le film pour réécrire le scénario. Raimi a confirmé qu'il dirigerait en avril 2020. Le tournage a commencé fin octobre ou début novembre 2020, à Londres,.Doctor Strange in the Multiverse of Madness est sorti le 25 mars 2022.
Doctor Strange in the Multiverse of Madness se déroule après les événements d'Avengers: Endgame. Le film mettra en vedette Elizabeth Olsen dans le rôle de Wanda Maximoff / Scarlet Witch, marqué par les événements de la série centrée sur le personnage et diffusée sur Disney +, WandaVision (2021), tandis que Loki et la suite Spider-Man: Far From Home sont également parmi les œuvres liées au film,.

### Thor: Love and Thunder(2022)
Pour plus de détails, voir Fiche technique et Distribution.

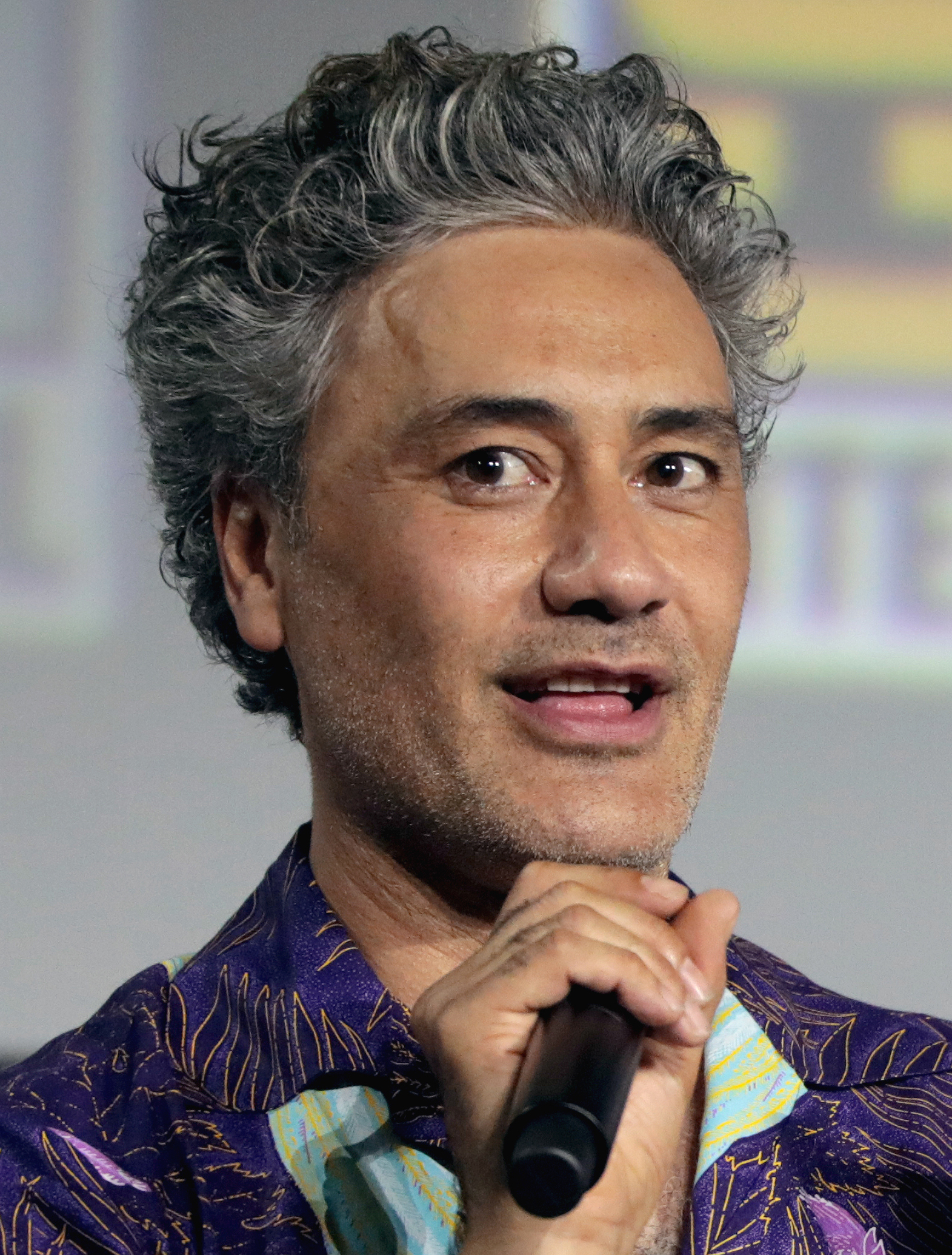
Taika Waititi, le réalisateur de Thor : Ragnarok et Thor : Love and Thunder

En janvier 2018, Chris Hemsworth a indiqué son intérêt à continuer à jouer à Thor, malgré le fait que son contrat avec Marvel Studios devait se terminer après Avengers: Endgame.
En juillet 2019, Taika Waititi a signé avec Marvel pour écrire et réaliser un quatrième film Thor après avoir précédemment réalisé Thor : Ragnarok (2017). Au San Diego Comic-Con 2019, le titre du film a été annoncé parallèlement au retour de Natalie Portman, qui n'est pas apparue dans Ragnarok, avec son personnage Jane Foster prenant le rôle de Mighty Thor dans le film,. En février 2020, Jennifer Kaytin Robinson a été embauchée pour co-écrire le scénario avec Waititi. Le tournage a commencé début 2021 en Australie. Initialement prévu pour le 6 mai 2022, le film est sorti le 8 juillet 2022 aux États-Unis et le 13 juillet en France.
Les Gardiens de la Galaxie seront présents dans le film. avec Chris Pratt reprenant son rôle de Peter Quill.

### Black Panther: Wakanda Forever(2022)
Pour plus de détails, voir Fiche technique et Distribution.

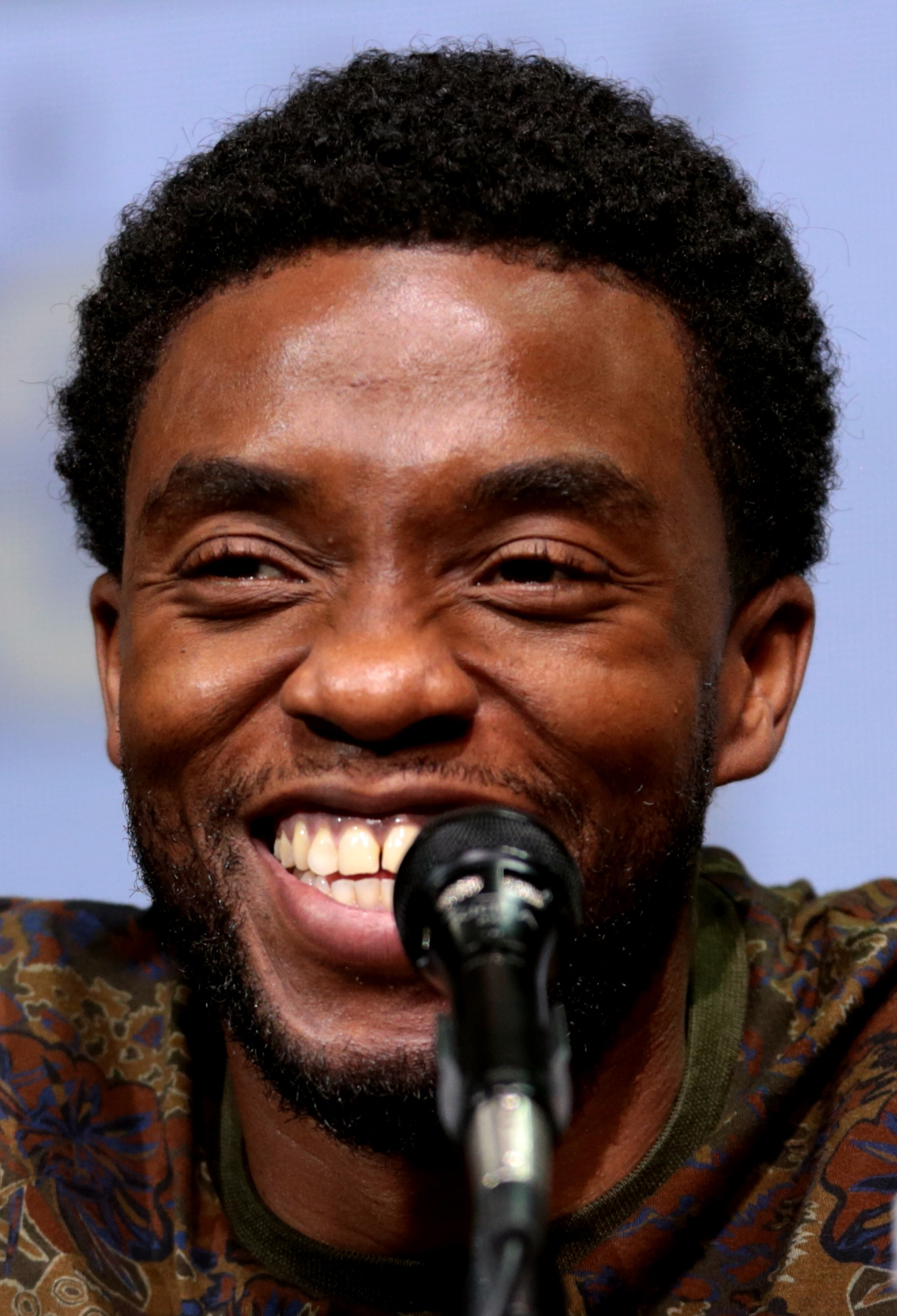
Chadwick A. Boseman au Comic-Con de San Diego

En octobre 2018, Ryan Coogler a signé pour écrire et réaliser une suite à Black Panther (2018), dont Kevin Feige a confirmé qu'elle était en développement à la mi-2019 avec le titre fictif Black Panther II,.
Les plans pour le film ont changé en août 2020 lorsque la star de Black Panther, Chadwick Boseman, est décédée d'un cancer du côlon, avec son rôle de T'Challa non refondu.
Certains des principaux membres de la distribution de retour ont été confirmés en novembre.
Le tournage devrait commencer en juin ou juillet 2021 à Atlanta, en Géorgie, et durer jusqu'à six mois,.
Initialement prévu pour le 8 juillet 2022 Black Panther: Wakanda Forever est sorti le 11 novembre 2022 aux États-Unis et le 9 novembre 2022 en France. Il est le dernier film de la phase 4

## Séries télévisées
Toutes les séries de la phase 4 sont diffusées sur Disney+.
| Série                          | Saison(s) | Saison(s) | Épisodes | Diffusion originale | Diffusion originale | Showrunner(s)    | Statut     |
| Série                          | Saison(s) | Saison(s) | Épisodes | Premier épisode     | Dernier épisode     | Showrunner(s)    | Statut     |
| ------------------------------ | --------- | --------- | -------- | ------------------- | ------------------- | ---------------- | ---------- |
| WandaVision                    |           | 1         | 9        | 15 janvier 2021     | 5 mars 2021         | Jac Schaeffer    | Terminée   |
| Falcon et le Soldat de l'hiver |           | 1         | 6        | 19 mars 2021        | 23 avril 2021       | Malcolm Spellman | Terminée   |
| Loki                           |           | 1         | 6        | 9 juin 2021         | 14 juillet 2021     | Michael Waldron  | Renouvelée |
| What If...?                    |           | 1         | 9        | 11 août 2021        | 6 octobre 2021      | A. C. Bradley    | Renouvelée |
| Hawkeye                        |           | 1         | 6        | 24 novembre 2021    | 22 décembre 2021    | Jonathan Igla    | Terminée   |
| Moon Knight                    |           | 1         | 6        | 30 mars 2022        | 4 mai 2022          | Jeremy Slater    | Terminée   |
| Ms. Marvel                     |           | 1         | 6        | 8 juin 2022         | 13 juillet 2022     | Bisha K. Ali     | Terminée   |
| Je s'appelle Groot             |           | 1         | 5        | 10 août 2022        | 10 août 2022        | Kirsten Lepore   | Renouvelée |
| She-Hulk                       |           | 1         | 9        | 18 août 2022        | 13 octobre 2022     | Jessica Gao      | Terminée   |

### WandaVision(2021)

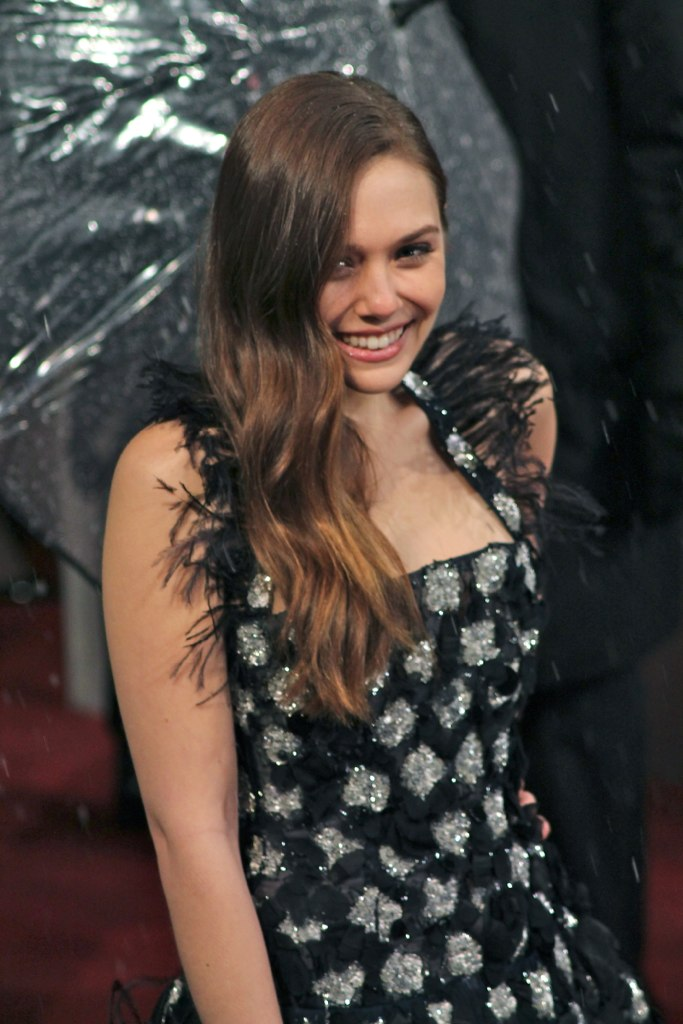
L'actrice Elizabeth Olsen qui joue le rôle principal de la série Wanda

Alors qu'ils vivent leur vie de banlieue idéale, Wanda Maximoff et Vision commencent à soupçonner que les choses ne sont pas ce qu'elles semblent être.
En septembre 2018, Marvel Studios développait plusieurs séries limitées centrées sur des personnages de « deuxième niveau » des films MCU, y compris une série mettant en vedette Elizabeth Olsen dans le rôle de Wanda Maximoff / Scarlet Witch (La sorcière rouge). Fin octobre, Vision de Paul Bettany devait jouer un grand rôle dans la série, qui se concentrerait sur leur relation. Jac Schaeffer a été embauché pour écrire le premier épisode et servir de rédacteur en chef en janvier 2019. La série a été officiellement annoncée et intitulée en avril 2019, avec Olsen et Bettany confirmés pour jouer,. Il explorera d'où vient le pseudonyme Scarlet Witch de Maximoff. Le tournage a commencé en novembre 2019 aux Pinewood Atlanta Studios, avec Matt Shakman réalisant les six épisodes,, mais a été suspendu en mars 2020 en raison de la pandémie de COVID-19. La production a repris à Los Angeles en juillet 2020,.
La série se déroulera à la suite des événements d' Avengers : Endgame et mènera à Doctor Strange in the Multiverse of Madness (2022), qui mettra également en vedette Maximoff,. Teyonah Parris apparaîtra comme une version adulte de Monica Rambeau, qui était auparavant interprétée par Akira Akbar comme un enfant dans Captain Marvel (2019). Randall Park et Kat Dennings reprendront leurs rôles de MCU en tant que Jimmy Woo et Darcy Lewis dans la série.
La première de WandaVision a lieu le 15 janvier 2021.
Traumatisée par les pertes personnelles qu'elle a subies lors de ses combats auprès des Avengers, Wanda Maximoff se réveille dans une réalité de série télévisée, dans laquelle la Vision est en vie et amoureux d'elle. Cependant, des signaux de l'extérieur viennent briser son rêve.

### Falcon et le Soldat de l'Hiver(2021)

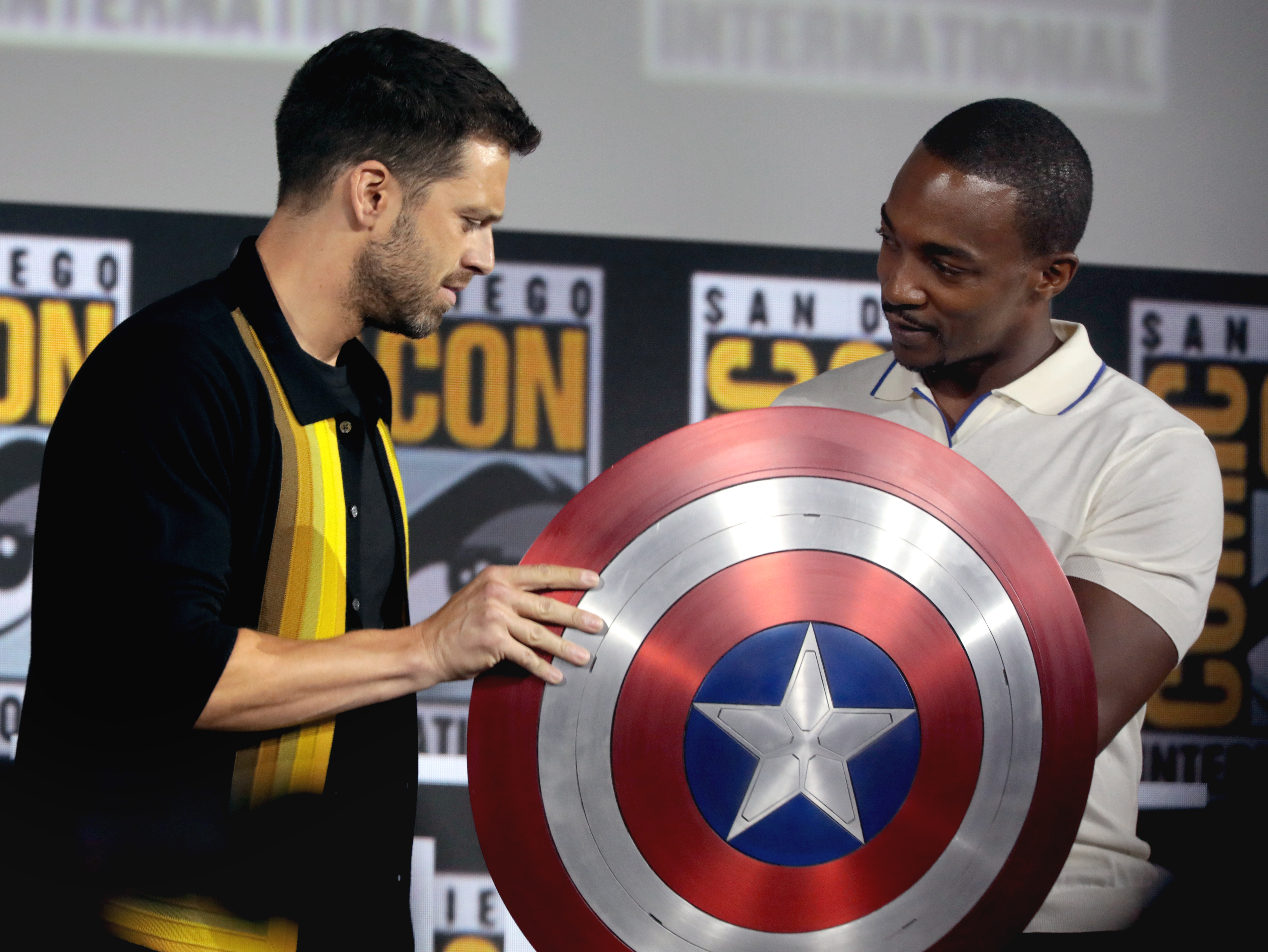
Le duo star d'acteur de la série Sebastian Stan & Anthony Mackie au conic-con de San Diego

Sam Wilson et Bucky Barnes font équipe dans une aventure mondiale qui met leurs compétences à l'épreuve.
Fin octobre 2018, Malcolm Spellman a été embauché pour écrire et servir de rédacteur en chef pour une série limitée qui se concentrerait sur Sam Wilson / Falcon d'Anthony Mackie et Bucky Barnes, le soldat de l'hiver de Sebastian Stan,.
La série a été officiellement annoncée et intitulée en avril 2019, avec Mackie et Stan confirmés pour jouer.
Le tournage a commencé en octobre 2019 à Atlanta, en Géorgie, avec Kari Skogland réalisant les six épisodes, mais a été suspendu en mars 2020 en raison de la pandémie de COVID-19.
La production a repris début septembre 2020.
La série se déroulera après les événements d'Avengers : Endgame. Daniel Brühl, Emily VanCamp et Georges St-Pierre reprennent leurs rôles MCU de Helmut Zemo, Sharon Carter, et Georges Batroc, respectivement, dans la série.
La première de Falcon et le Soldat de l'hiver est prévue pour le 19 mars 2021.
Sam Wilson a préféré renoncer à endosser le rôle de Captain America et laisser le bouclier au gouvernement américain, ce que Bucky, qui se reconstruit et essaie de laisser derrière lui son passé en tant que Soldat de l'Hiver, n'accepte pas. Quand les Flag-Smashers, une faction terroriste voulant restaurer le statu quo international instauré alors que la moitié de la population avait disparu, apparait et que le gouvernement décide de nommer un nouveau Captain America, Wilson et Barnes rejoignent le combat.

### Loki, saison 1 (2021)

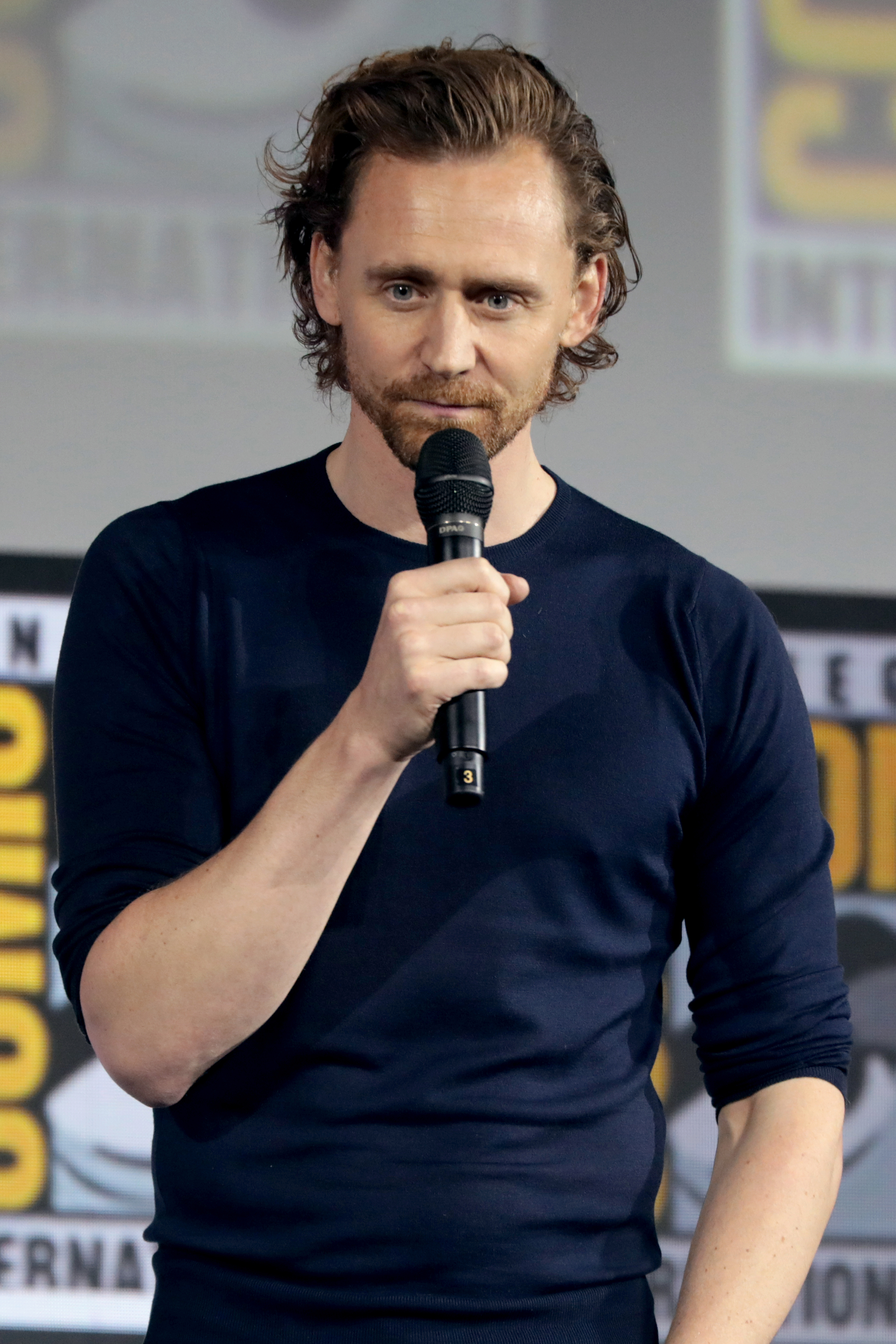
L'acteur qui joue Loki dans le MCU, Tom Hiddleston

Loki suivra la version de Loki qui a volé la pierre de l'espace dans Avengers : Endgame en 2012.
En septembre 2018, Marvel Studios développait plusieurs séries limitées centrées sur des personnages de « deuxième niveau » des films MCU, dont Tom Hiddleston dans le rôle de Loki.
Le PDG de Disney, Bob Iger, a confirmé en novembre que la série était en développement, avec Hiddleston revenant pour reprendre son rôle. Michael Waldron a été embauché comme scénariste en chef de la série en février 2019,. Le tournage a commencé en janvier 2020, avec Kate Herron réalisant les six épisodes,, mais a été suspendu en mars en raison de la pandémie de COVID-19. La production a repris en septembre 2020 aux Pinewood Atlanta Studios. La série sera associée à Doctor Strange in the Multivers of Madness.
La première de Loki est prévue en 9 juin 2021.
En fuite après avoir mis la main sur le Tesseract lors du braquage temporel des Avengers, Loki est capturé par le Tribunal des Variations Anachroniques, une unité d'intervention visant à empêcher les anomalies et paradoxes temporelles. Recruté de force par l'agence pour arrêter un de ses doubles du multivers, Loki va questionner les fondements du TVA et découvrir ses secrets avec l'agent Mobius M. Mobius.

### What If...?, saison 1(2021)

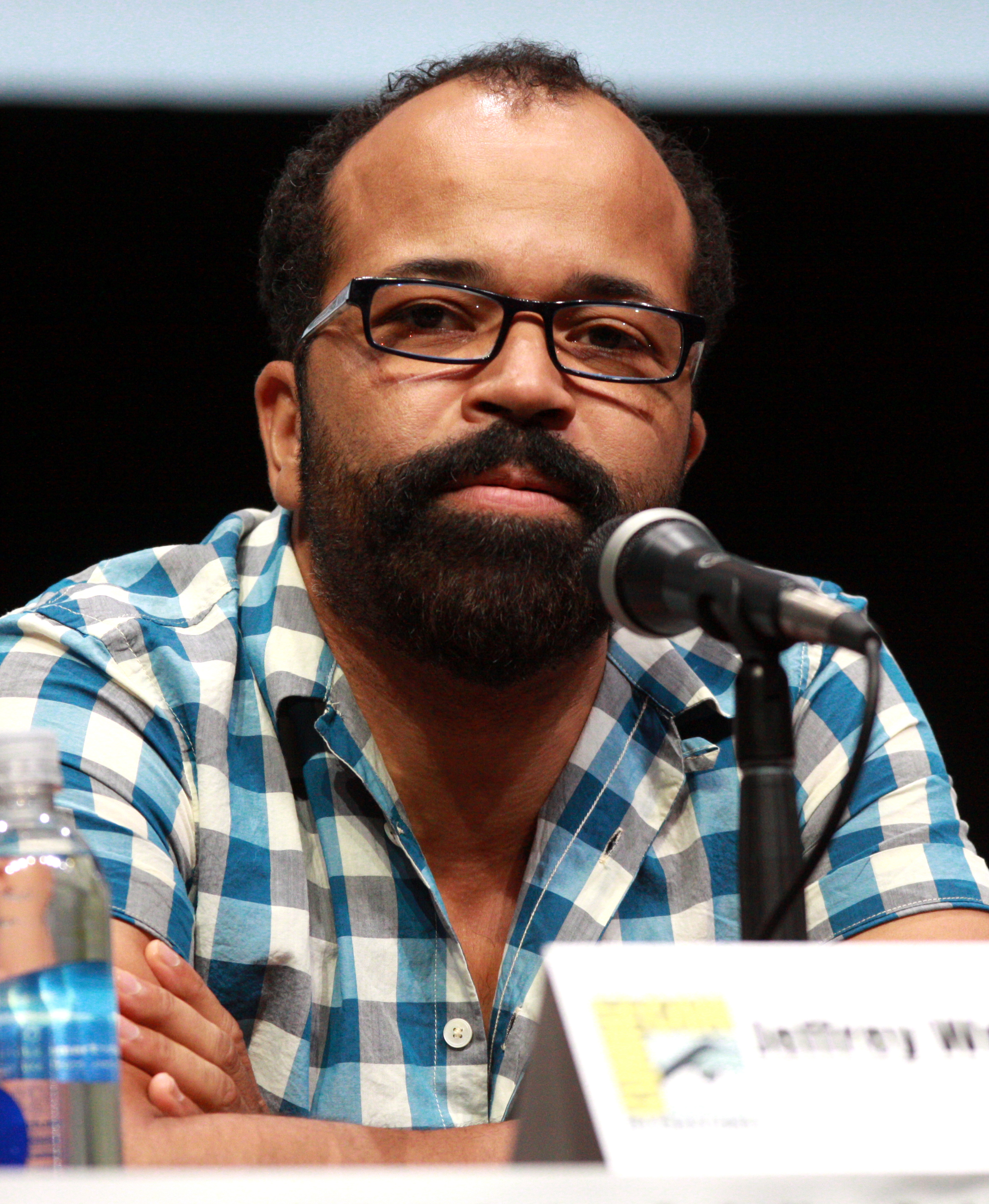
L'acteur qui joue Le Watcher dans la série, Jeffrey Wright

What If...? explore ce qui se passerait si les moments clés de l'univers cinématographique Marvel se déroulaient différemment.
En mars 2019, Marvel Studios prévoyait de créer une série animée basée sur le concept What If...? issu des comics pour Disney+. La série d'anthologies, qui n'est pas canon pour le MCU, explore comment le MCU serait modifié si certains événements s'étaient déroulés différemment, comme si Loki brandissait le marteau de Thor. La série mettra en vedette Jeffrey Wright dans le rôle de la voix d'Uatu Le Watcher, qui raconte la série, de nombreux acteurs des films exprimant également leurs personnages respectifs. L'enregistrement vocal a commencé en août 2019, avec AC Bradley en tant que scénariste en chef de la série et Bryan Andrews à la direction de la série. La production s'est poursuivie à distance pendant la pandémie de COVID-19, les travaux sur site étant suspendus. La première saison de What If...? est prévu pour le 11 août 2021, et se composera de neuf épisodes.
Une deuxième saison, également composée de neuf épisodes, a été annoncée plus tard.
Uatu le Gardien observe le multivers sans intervenir et s'assure que les réalités alternatives ne s'entrechoquent pas. Il va voir les instants où les événements ont bouleversé la chronologie des événements qui ont mené à la défaite de Thanos.

### Hawkeye(2021)

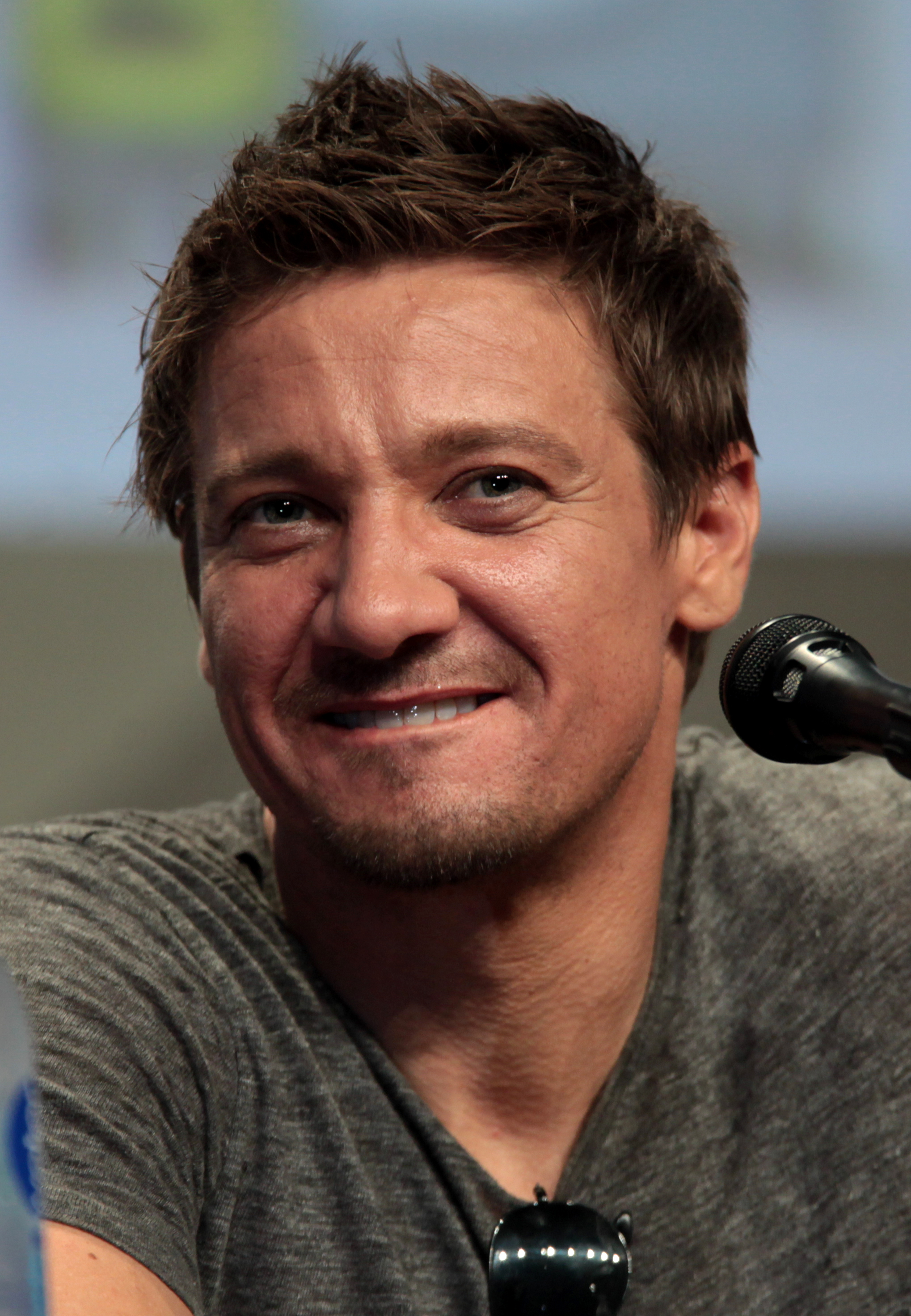
L'acteur qui joue Hawkeye dans le MCU, Jeremy Renner

En avril 2019, Marvel Studios développait une série limitée mettant en vedette Jeremy Renner dans le rôle de Clint Barton / Hawkeye, avec le scénario impliquant Barton transmettant le manteau de Hawkeye au personnage de Kate Bishop.
La série a été officiellement annoncée au San Diego Comic-Con 2019, et devrait explorer davantage le temps de Barton en tant que justicier Ronin.
En septembre 2019, Jonathan Igla a été embauché comme scénariste en chef de la série, et Hailee Steinfeld était considérée comme jouant Bishop.
Le tournage aura lieu aux Pinewood Atlanta Studios, avec Bert, Bertie et Rhys Thomas réalisant chacun un bloc d'épisodes.
La série se déroulera après les événements d'Avengers : Endgame.
Hawkeye devrait être présenté en première le 24 novembre 2021.
Clint Barton a pris sa retraite comme agent du SHIELD et se prépare à passer Noël avec sa femme et ses trois enfants. Mais lors d'un cambriolage, un objet personnel lui est dérobé et il doit repousser ses plans, se retrouvant malgré lui associé à Kate Bishop, jeune héritière, archère de talent admiratrice de Hawkeye et seule témoin du cambriolage.

### Moon Knight(2022)
Lors de l'Expo D23 2019, Marvel Studios a annoncé qu'une série centrée sur Marc Spector/Moon Knight était en cours de développement. En novembre 2019, Jeremy Slater a été embauché comme scénariste en chef de la série.
Moon Knight est une mini-série créée par Jeremy Slater pour le service de streaming Disney+, basée sur le personnage des Comics Marvel du même nom. Elle se déroule dans l'Univers cinématographique Marvel (MCU), partageant la continuité avec les films de la franchise. La série est produite par Marvel Studios, avec Jeremy Slater comme scénariste en chef.
Oscar Isaac joue le rôle de Marc Spector / Moon Knight. La série a été annoncée en août 2019, et Slater a été embauché en novembre. Mohamed Diab a été embauché pour réaliser plusieurs épisodes de la série en octobre 2020, le duo de réalisateurs Justin Benson et Aaron Moorhead rejoignant également la série en janvier 2021 lorsque Isaac a été confirmé pour jouer. Le tournage a débuté fin avril 2021 à Budapest.
Moon Knight sort le 30 mars 2022.
Steven Grant, employé discret d'une boutique de souvenirs dans un musée londonien, a une psyché perturbée par des absences et des souvenirs qui ne sont pas les siens. Il découvre qu'il souffre d'un trouble dissociatif de l'identité et partage son corps avec le mercenaire sans pitié Marc Spector alors qu'ils se retrouvent plongés dans un conflit entre les dieux égyptiens.

### Miss Marvel(2022)
Lors de l'Expo D23 2019, Marvel Studios a annoncé qu'une série centrée sur Kamala Khan / Ms Marvel était en cours de développement, avec Bisha K. Ali en tant que scénariste principal de la série. Le personnage a été discuté pour la première fois pour le MCU en septembre 2016, lorsque le consultant créatif de Marvel, Joe Quesada, a déclaré que Marvel Studios prévoyait d'implémenter Khan dans « d'autres médias » à la suite de son succès rapide et de sa popularité parmi les lecteurs de bandes dessinées et en mai 2018, Feige a déclaré que le personnage serait introduit dans le MCU après la sortie de Captain Marvel ; la star du film, Brie Larson, a exprimé son intérêt à présenter Khan dans sa suite. En septembre 2020, Adil El Arbi et Bilall Fallah, Sharmeen Obaid-Chinoy et Meera Menon ont été embauchés pour diriger des épisodes de la série, tandis qu'Iman Vellani a été choisie comme personnage principal.
La première de Miss Marvel est prévue pour le 8 juin 2022.
Kamala Khan, lycéenne new-yorkaise d'origine pakistanaise rêveuse et admiratrice de Carol Danvers/Captain Marvel, retrouve un bracelet parmi les affaires de sa défunte grand-mère. Elle va alors découvrir ses pouvoirs et devenir une héroïne par elle-même, mais son bracelet attire les convoitises d'une race d'une autre dimension.

### Je s’appelle Groot, saison 1(2022)
En décembre 2020, I Am Groot, une série de courts métrages mettant en vedette Baby Groot, a été annoncée pour Disney+,.

### She-Hulk: Avocate(2022)
She-Hulk : Avocate tourne autour de la cousine de Bruce Banner, qui acquiert des super pouvoirs après avoir reçu une transfusion sanguine de sa part.
Lors de l'Expo D23 2019, Marvel Studios a annoncé qu'une série centrée sur Jennifer Walters / Miss Hulk était en développement. En novembre 2019, Jessica Gao a été embauchée comme scénariste principale de la série. En septembre 2020, Kat Coiro a été embauchée pour réaliser le premier épisode et plusieurs autres, en plus de servir de productrice exécutive, et Tatiana Maslany a été choisie pour le rôle principal.
La première de She-Hulk était prévue pour le 17 août 2022, avant d'être décalée d'un jour, au 18 août 2022, à raison d'un épisode tous les jeudis, pour ne pas interférer avec la série Star Wars Andor.
Après un accident de voiture causé par l'apparition d'un vaisseau sakaarien, Jennifer Walters est contaminée par le sang de son cousin, Bruce Banner, et obtient des pouvoirs du Hulk, mais aussi la conscience d'être un personnage du MCU. Elle parvient à mieux maitriser ses pouvoirs et ne compte pas les utiliser dans sa vie d'avocate, mais quand le public découvre ses pouvoirs, elle va devoir composer avec et devenir la représentante légale des personnes avec des super-pouvoirs.

## Téléfilms
| Téléfilms                                   | Date de sortie sur Disney+ | Directeur(s)      | Scénariste(s) | Producteur  | Statut |
| ------------------------------------------- | -------------------------- | ----------------- | ------------- | ----------- | ------ |
| Werewolf by Night                           | 7 octobre 2022             | Michael Giacchino | Heather Quinn | Kevin Feige | Sorti  |
| Les Gardiens de la Galaxie : Joyeuses Fêtes | 25 novembre 2022           | James Gunn        | James Gunn    | Kevin Feige | Sorti  |

### Werewolf by Night(2022)
Pour plus de détails, voir Fiche technique et Distribution.
L'épisode spécial Halloween de Marvel est un téléfilm réalisé par Michael Giacchino pour le service de streaming Disney+, basé sur Marvel Comics et produit par Marvel Studios. Il est destiné à être le premier spécial télévisé de l'univers cinématographique Marvel (MCU), partageant la continuité avec les films de la franchise.
Gael García Bernal joue dans le téléfilm, aux côtés de Laura Donnelly. Le développement du téléfilm avait commencé en août 2021, avec le casting de Bernal en novembre. Giacchino a rejoint en mars 2022, avant le début du tournage plus tard ce mois-là à Atlanta, en Géorgie, et s'est terminé fin avril.
Le spécial est sorti sur Disney+ le 7 octobre 2022, et fait partie de la phase IV de l'univers.

### Les Gardiens de la Galaxie: Joyeuses Fêtes(2022)
Pour plus de détails, voir Fiche technique et Distribution.
The Guardians of the Galaxy Holiday Special est un téléfilm de James Gunn et dont la diffusion est prévue sur le service Disney+ le 25 novembre 2022. Il est le deuxième special télévisé de l'univers cinématographique Marvel, partageant la continuité avec les films de la franchise produite par Marvel Studios.
Chris Pratt, Zoe Saldana, David Bautista, Vin Diesel, Bradley Cooper, Karen Gillan et Pom Klementieff sont les vedettes, reprenant leurs rôles de la série de films. Gunn avait travaillé sur le concept du special pendant plusieurs années avant qu'il ne soit annoncé en décembre 2020. Le tournage a lieu à Atlanta, en Géorgie, pendant celui de Les Gardiens de la Galaxie Vol. 3, qui a débuté en novembre 2021 jusqu'en avril 2022.
Le spécial est sorti sur Disney+ le 25 novembre 2022, il est le dernier projet de la phase IV.

## Web-série
| Série             | Saison | Scénariste | Showrunner | Nombre d'épisodes | Diffusion originale                          |
| ----------------- | ------ | ---------- | ---------- | ----------------- | -------------------------------------------- |
| TheDailyBugle.net | 2      | Jon Watts  | Jon Watts  | 19                | 24 novembre 2021 – 29 avril 2022 sur YouTube |

### TheDailyBugle.net (2021-2022)
Betty Brant est embauchée comme stagiaire par The Daily Bugle et est chargée de gérer leur compte TikTok. Initialement enthousiaste, elle découvre rapidement qu'elle n'est pas payée. Malgré cela, elle continue à travailler pour le site et est souvent influencée par les opinions de J. Jonah Jameson, qui déteste Spider-Man.
Betty Brant anime diverses rubriques sur TheDailyBugle.net, notamment "Burning Questions" où elle interviewe des personnes liées à Peter Parker. Elle participe également à des défis sur les réseaux sociaux pour discréditer Spider-Man et couvre l'actualité liée à Spider-Man, dont la libération de Peter Parker après son arrestation pour le meurtre de Mysterio.
Sous l'influence de J. Jonah Jameson, Betty Brant contribue à la campagne de dénigrement de Spider-Man menée par The Daily Bugle. Ses articles et interviews sont souvent biaisés contre Spider-Man, reflétant les opinions de Jameson, visant à discréditer Spider-Man et à promouvoir une image négative de lui auprès du public.

## Chronologie
De nombreuses propriétés de cette phase se déroulent après les événements d'Avengers: Endgame. WandaVision se déroule trois semaines après les événements de ce film, et se place directement avant Doctor Strange in the Multiverse of Madness, lui-même lié à la première saison de Loki et à Spider-Man: No Way Home. La première saison de Loki reprend les événements de 2012 vus dans Endgame, mais une grande partie de la série se déroule en dehors du temps et de l'espace grâce à l'introduction du TVA. La série d'animation What If...? se déroule après le final de la première saison de Loki, explorant les différentes lignes temporelles ramifiées du multivers nouvellement créé dans lequel les moments majeurs des films du MCU se produisent différemment. Les Eternels se déroule à peu près au même moment que Falcon et le Soldat et de l'hiver et Spider-Man: Far From Home, six à huit mois après Endgame, en 2024, tandis que Spider-Man: No Way Home commence immédiatement après Far From Home et se poursuit jusqu'à la fin de 2024. Hawkeye se déroule un an après les événements d'Avengers: Endgame, pendant la période de Noël 2024, sur une période d'environ une semaine. Black Widow se situe entre Civil War et Infinity War, se déroulant principalement entre l'intrigue principale de Civil War et sa scène finale.

## Acteurs et personnages récurrents
Indicateur(s) de la liste
Cette section comprend les personnages qui apparaîtront ou sont apparus dans plusieurs films et/ou séries télévisées de la phase quatre de l'univers cinématographique Marvel et qui sont apparus dans le bloc d'affichage d'au moins un film ou qui ont été les principaux acteurs d'au moins une série.
- Une cellule gris foncé indique que le personnage n'était pas dans le film ou la série, ou que la présence du personnage n'a pas encore été confirmée.
- Un C indique un invité spécial dans le film ou la série.
- Un V indique une fonction uniquement vocale.

### Longs-métrages
| Personnages                          |                                   |                                         |                                      |                         |                                             |                        |                                |
| Personnages                          | 2021                              | 2021                                    | 2021                                 | 2021                    | 2022                                        | 2022                   | 2022                           |
| Personnages                          | Black Widow                       | Shang-Chi et la Légende des Dix Anneaux | Les Éternels                         | Spider-Man: No Way Home | Doctor Strange in the Multiverse of Madness | Thor: Love and Thunder | Black Panther: Wakanda Forever |
| ------------------------------------ | --------------------------------- | --------------------------------------- | ------------------------------------ | ----------------------- | ------------------------------------------- | ---------------------- | ------------------------------ |
| Natasha Romanoff / Black Widow       | Scarlett Johansson                |                                         |                                      |                         |                                             |                        |                                |
| Yelena Belova                        | Florence Pugh                     |                                         |                                      |                         |                                             |                        |                                |
| Alexei Shostakov / Red Guardian      | David Harbour                     |                                         |                                      |                         |                                             |                        |                                |
| Melina Vostokoff                     | Rachel Weisz                      |                                         |                                      |                         |                                             |                        |                                |
| Général Dreykov                      | Ray Winstone                      |                                         |                                      |                         |                                             |                        |                                |
| Rick Mason                           | O. T. Fagbenle                    |                                         |                                      |                         |                                             |                        |                                |
| Antonia Dreykov / Taskmaster         | Olga Kurylenko                    |                                         |                                      |                         |                                             |                        |                                |
| Thaddeus Ross                        | William Hurt                      |                                         |                                      |                         |                                             |                        |                                |
| Clint Barton / Hawkeye               | Jeremy Renner (images d'archives) |                                         |                                      |                         |                                             |                        |                                |
| Shang-Chi                            |                                   | Simu Liu                                |                                      |                         |                                             |                        |                                |
| Katy                                 |                                   | Awkwafina                               |                                      |                         |                                             |                        |                                |
| Xu Wenwu / Le Mandarin               |                                   | Tony Leung Chiu-wai                     |                                      |                         |                                             |                        |                                |
| Xu Xialing                           |                                   | Meng'er Zhang                           |                                      |                         |                                             |                        |                                |
| Ying Nan                             |                                   | Michelle Yeoh                           |                                      |                         |                                             |                        |                                |
| Ying Li                              |                                   | Fala Chen                               |                                      |                         |                                             |                        |                                |
| Razor Fist                           |                                   | Florian Munteanu                        |                                      |                         |                                             |                        |                                |
| Wong                                 |                                   | Benedict Wong                           |                                      | Benedict Wong           | Benedict Wong                               |                        |                                |
| Bruce Banner / Hulk                  |                                   | Mark Ruffalo                            |                                      |                         |                                             |                        |                                |
| Carol Danvers / Captain Marvel       |                                   | Brie Larson                             |                                      |                         |                                             |                        |                                |
| Sersi                                |                                   |                                         | Gemma Chan                           |                         |                                             |                        |                                |
| Ikaris                               |                                   |                                         | Richard Madden                       |                         |                                             |                        |                                |
| Thena                                |                                   |                                         | Angelina Jolie                       |                         |                                             |                        |                                |
| Ajak                                 |                                   |                                         | Salma Hayek                          |                         |                                             |                        |                                |
| Kingo                                |                                   |                                         | Kumail Nanjiani                      |                         |                                             |                        |                                |
| Sprite                               |                                   |                                         | Lia McHugh                           |                         |                                             |                        |                                |
| Phastos                              |                                   |                                         | Brian Tyree Henry                    |                         |                                             |                        |                                |
| Makkari                              |                                   |                                         | Lauren Ridloff                       |                         |                                             |                        |                                |
| Gilgamesh                            |                                   |                                         | Don Lee                              |                         |                                             |                        |                                |
| Dane Whitman                         |                                   |                                         | Kit Harington                        |                         |                                             |                        |                                |
| Arishem, le premier céleste          |                                   |                                         | David Kaye (voix)                    |                         |                                             |                        |                                |
| Kro                                  |                                   |                                         | Bill Skarsgård (voix)                |                         |                                             |                        |                                |
| Éros / Starfox                       |                                   |                                         | Harry Styles (scène inter-générique) |                         |                                             |                        |                                |
| Peter Parker / Spider-Man            |                                   |                                         |                                      | Tom Holland             |                                             |                        |                                |
| Michelle « M. J. » Jones             |                                   |                                         |                                      | Zendaya                 |                                             |                        |                                |
| Ned Leeds                            |                                   |                                         |                                      | Jacob Batalon           |                                             |                        |                                |
| Flash Thompson                       |                                   |                                         |                                      | Tony Revolori           |                                             |                        |                                |
| Betty Brant                          |                                   |                                         |                                      | Angourie Rice           |                                             |                        |                                |
| May Parker                           |                                   |                                         |                                      | Marisa Tomei            |                                             |                        |                                |
| Dr Stephen Strange / Doctor Strange  |                                   |                                         |                                      | Benedict Cumberbatch    | Benedict Cumberbatch                        |                        |                                |
| Max Dillon / Electro                 |                                   |                                         |                                      | Jamie Foxx              |                                             |                        |                                |
| Otto Octavius / Docteur Octopus      |                                   |                                         |                                      | Alfred Molina           |                                             |                        |                                |
| Norman Osborn / Bouffon Vert         |                                   |                                         |                                      | Willem Dafoe            |                                             |                        |                                |
| Dr Curt Connors / Le Lézard          |                                   |                                         |                                      | Rhys Ifans              |                                             |                        |                                |
| Flint Marko / L'Homme-sable          |                                   |                                         |                                      | Thomas Haden Church     |                                             |                        |                                |
| Peter Parker / Spider-Man            |                                   |                                         |                                      | Tobey Maguire           |                                             |                        |                                |
| Peter Parker / Spider-Man            |                                   |                                         |                                      | Andrew Garfield         |                                             |                        |                                |
| Matthew « Matt » Murdock / Daredevil |                                   |                                         |                                      | Charlie Cox             |                                             |                        |                                |
| Eddie Brock / Venom                  |                                   |                                         |                                      | Tom Hardy               |                                             |                        |                                |
| Wanda Maximoff / la Sorcière Rouge   |                                   |                                         |                                      |                         | Elizabeth Olsen                             |                        |                                |
| Mordo                                |                                   |                                         |                                      |                         | Chiwetel Ejiofor                            |                        |                                |
| Dr Nicodemus West                    |                                   |                                         |                                      |                         | Michael Stuhlbarg                           |                        |                                |
| Christine Palmer                     |                                   |                                         |                                      |                         | Rachel McAdams                              |                        |                                |
| America Chavez                       |                                   |                                         |                                      |                         | Xochitl Gomez                               |                        |                                |
| Charles Xavier / Professeur X        |                                   |                                         |                                      |                         | Patrick Stewart                             |                        |                                |
| Reed Richards / Mr Fantastique       |                                   |                                         |                                      |                         | John Krasinski                              |                        |                                |
| Peggy Carter / Captain Carter        |                                   |                                         |                                      |                         | Hayley Atwell                               |                        |                                |
| Blackagar Boltagon / Black Bolt      |                                   |                                         |                                      |                         | Anson Mount                                 |                        |                                |
| Maria Rambeau / Captain Marvel       |                                   |                                         |                                      |                         | Lashana Lynch                               |                        |                                |
| Cléa                                 |                                   |                                         |                                      |                         | Charlize Theron                             |                        |                                |
| Thor                                 |                                   |                                         |                                      |                         |                                             | Chris Hemsworth        |                                |
| Valkyrie                             |                                   |                                         |                                      |                         |                                             | Tessa Thompson         |                                |
| Jane Foster / Mighty Thor            |                                   |                                         |                                      |                         |                                             | Natalie Portman        |                                |
| Gorr                                 |                                   |                                         |                                      |                         |                                             | Christian Bale         |                                |
| Korg                                 |                                   |                                         |                                      |                         |                                             | Taika Waititi (voix)   |                                |
| Le Grand Maître                      |                                   |                                         |                                      |                         |                                             | Jeff Goldblum          |                                |
| Sif                                  |                                   |                                         |                                      |                         |                                             | Jaimie Alexander       |                                |
| Peter Jason Quill / Star-Lord        |                                   |                                         |                                      |                         |                                             | Chris Pratt            |                                |
| Drax                                 |                                   |                                         |                                      |                         |                                             | Dave Bautista          |                                |
| Nébula                               |                                   |                                         |                                      |                         |                                             | Karen Gillan           |                                |
| Mantis                               |                                   |                                         |                                      |                         |                                             | Pom Klementieff        |                                |
| Rocket                               |                                   |                                         |                                      |                         |                                             | Bradley Cooper (voix)  |                                |
| Groot                                |                                   |                                         |                                      |                         |                                             | Vin Diesel (voix)      |                                |
| Kraglin Obfonteri                    |                                   |                                         |                                      |                         |                                             | Sean Gunn              |                                |
| Princesse Shuri                      |                                   |                                         |                                      |                         |                                             |                        | Letitia Wright                 |
| Nakia                                |                                   |                                         |                                      |                         |                                             |                        | Lupita Nyong'o                 |
| Okoye                                |                                   |                                         |                                      |                         |                                             |                        | Danai Gurira                   |
| Namor                                |                                   |                                         |                                      |                         |                                             |                        | Tenoch Huerta Mejía            |
| M'Baku                               |                                   |                                         |                                      |                         |                                             |                        | Winston Duke                   |
| Everett K. Ross (en)                 |                                   |                                         |                                      |                         |                                             |                        | Martin Freeman                 |
| Ramonda                              |                                   |                                         |                                      |                         |                                             |                        | Angela Bassett                 |
| Riri Williams / Ironheart            |                                   |                                         |                                      |                         |                                             |                        | Dominique Thorne               |

### Séries
| Personnages                                                   |                 |                                |                    |                       |                   |                |                 |                     |            |
| Personnages                                                   | 2021            | 2021                           | 2021               | 2021                  | 2021              | 2022           | 2022            | 2022                | 2022       |
| Personnages                                                   | WandaVision     | Falcon et le Soldat de l'Hiver | Loki               | What If...?           | Hawkeye           | Moon Knight    | She-Hulk        | Ms. Marvel          | I am Groot |
| ------------------------------------------------------------- | --------------- | ------------------------------ | ------------------ | --------------------- | ----------------- | -------------- | --------------- | ------------------- | ---------- |
| Wanda Maximoff / la Sorcière rouge                            | Elizabeth Olsen |                                |                    |                       |                   |                |                 |                     |            |
| Vision                                                        | Paul Bettany    |                                |                    | Paul Bettany (voix)   |                   |                |                 |                     |            |
| Monica Rambeau                                                | Teyonah Parris  |                                |                    |                       |                   |                |                 |                     |            |
| Agatha Harkness                                               | Kathryn Hahn    |                                |                    |                       |                   |                |                 |                     |            |
| Ralph Bohner / « Pietro Maximoff »                            | Evan Peters     |                                |                    |                       |                   |                |                 |                     |            |
| Darcy Lewis                                                   | Kat Dennings    |                                |                    | Kat Dennings (voix)   |                   |                |                 |                     |            |
| Jimmy Woo                                                     | Randall Park    |                                |                    |                       |                   |                |                 |                     |            |
| Sam Wilson / le Faucon / Captain America                      |                 | Anthony Mackie                 |                    |                       |                   |                |                 |                     |            |
| James « Bucky » Barnes / le Soldat de l'Hiver / le Loup blanc |                 | Sebastian Stan                 |                    | Sebastian Stan (voix) |                   |                |                 |                     |            |
| Sharon Carter / Power Broker                                  |                 | Emily VanCamp                  |                    | Emily VanCamp (voix)  |                   |                |                 |                     |            |
| John Walker / Captain America / U.S. Agent                    |                 | Wyatt Russell                  |                    |                       |                   |                |                 |                     |            |
| Helmut Zemo                                                   |                 | Daniel Brühl                   |                    |                       |                   |                |                 |                     |            |
| Karli Morgenthau                                              |                 | Erin Kellyman                  |                    |                       |                   |                |                 |                     |            |
| Loki                                                          |                 |                                | Tom Hiddleston     | Tom Hiddleston (voix) |                   |                |                 |                     |            |
| Sylvie                                                        |                 |                                | Sophia Di Martino  |                       |                   |                |                 |                     |            |
| Mobius M. Mobius                                              |                 |                                | Owen Wilson        |                       |                   |                |                 |                     |            |
| Ravonna Renslayer                                             |                 |                                | Gugu Mbatha-Raw    |                       |                   |                |                 |                     |            |
| Chasseuse B-15                                                |                 |                                | Wunmi Mosaku       |                       |                   |                |                 |                     |            |
| Miss Minute                                                   |                 |                                | Tara Strong (voix) |                       |                   |                |                 |                     |            |
| Uatu, le Gardien                                              |                 |                                |                    | Jeffrey Wright (voix) |                   |                |                 |                     |            |
| Clint Barton / Hawkeye                                        |                 |                                |                    | Jeremy Renner (voix)  | Jeremy Renner     |                |                 |                     |            |
| Kate Bishop                                                   |                 |                                |                    |                       | Hailee Steinfeld  |                |                 |                     |            |
| Eleanor Bishop                                                |                 |                                |                    |                       | Vera Farmiga      |                |                 |                     |            |
| Yelena Belova                                                 |                 |                                |                    |                       | Florence Pugh     |                |                 |                     |            |
| Kazi                                                          |                 |                                |                    |                       | Fra Fee           |                |                 |                     |            |
| Jack Duquesne                                                 |                 |                                |                    |                       | Tony Dalton       |                |                 |                     |            |
| Maya Lopez / Echo                                             |                 |                                |                    |                       | Alaqua Cox        |                |                 |                     |            |
| Wilson Fisk / Le Caïd                                         |                 |                                |                    |                       | Vincent D'Onofrio |                |                 |                     |            |
| Steven Grant / Marc Spector / Moon Knight                     |                 |                                |                    |                       |                   | Oscar Isaac    |                 |                     |            |
| Arthur Harrow                                                 |                 |                                |                    |                       |                   | Ethan Hawke    |                 |                     |            |
| Anton Mogart / Midnight Man                                   |                 |                                |                    |                       |                   | Gaspard Ulliel |                 |                     |            |
| Layla El-Faouly                                               |                 |                                |                    |                       |                   | May Calamawy   |                 |                     |            |
| Jennifer Walters / She-Hulk                                   |                 |                                |                    |                       |                   |                | Tatiana Maslany |                     |            |
| Bruce Banner / Hulk                                           |                 |                                |                    | Mark Ruffalo (voix)   |                   |                | Mark Ruffalo    |                     |            |
| Emil Blonsky / l'Abomination                                  |                 |                                |                    |                       |                   |                | Tim Roth        |                     |            |
| Titania                                                       |                 |                                |                    |                       |                   |                | Jameela Jamil   |                     |            |
|                                                               |                 |                                |                    |                       |                   |                | Ginger Gonzaga  |                     |            |
| Kamala Khan / Ms.Marvel                                       |                 |                                |                    |                       |                   |                |                 | Iman Vellani        |            |
| Kareem / Red Dagger                                           |                 |                                |                    |                       |                   |                |                 | Aramis Knight       |            |
| Amir Khan                                                     |                 |                                |                    |                       |                   |                |                 | Saager Shaikh       |            |
| Kamran                                                        |                 |                                |                    |                       |                   |                |                 | Rish Shah           |            |
| Muneeba Khan                                                  |                 |                                |                    |                       |                   |                |                 | Zenobia Shroff      |            |
| Yusuf Khan                                                    |                 |                                |                    |                       |                   |                |                 | Mohan Kapur         |            |
| Bruno Carrelli                                                |                 |                                |                    |                       |                   |                |                 | Matt Lintz          |            |
| Zoe Zimmer                                                    |                 |                                |                    |                       |                   |                |                 | Laurel Marsden (en) |            |
| Baby Groot                                                    |                 |                                |                    |                       |                   |                |                 |                     | Vin Diesel |

### Téléfilms
| Personnages                   |                                             |                                       |
| Personnages                   | 2022                                        | 2022                                  |
| Personnages                   | The Guardians of the Galaxy Holiday Special | Werewolf by Night : Halloween Special |
| ----------------------------- | ------------------------------------------- | ------------------------------------- |
| Peter Jason Quill / Star-Lord | Chris Pratt                                 |                                       |
| Rocket                        | Bradley Cooper (voix)                       |                                       |
| Nébula                        | Karen Gillan                                |                                       |
| Drax                          | Dave Bautista                               |                                       |
| Groot                         | Vin Diesel (voix)                           |                                       |
| Mantis                        | Pom Klementieff                             |                                       |
| Werewolf by Night             |                                             | Gael García Bernal                    |
| Nina Price / Vampire by Night |                                             | Laura Donnelly                        |

## Réception des critiques

### Longs-métrages
| Titre                                       | Critique        | Critique     | Public      |
| Titre                                       | Rotten Tomatoes | Metacritic   | CinemaScore |
| ------------------------------------------- | --------------- | ------------ | ----------- |
| Black Widow                                 | 79 % (438 avis) | 67 (57 avis) | A-          |
| Shang-Chi et la Légende des Dix Anneaux     | 88 % (321 avis) | 71 (52 avis) | A           |
| Les Éternels                                | 47 % (370 avis) | 52 (62 avis) | B           |
| Spider-Man: No Way Home                     | 93 % (338 avis) | 71 (58 avis) | A+          |
| Doctor Strange in the Multiverse of Madness | 74 % (381 avis) | 60 (65 avis) | B+          |
| Thor: Love and Thunder                      | 68% (284 avis)  | 57 (64 avis) | B+          |
| Black Panther: Wakanda Forever              | 80% (381 avis)  | 67 (62 avis) | NC          |

### Séries
| Titre                          | Saison | Rotten Tomatoes | Metacritic     |
| ------------------------------ | ------ | --------------- | -------------- |
| WandaVision                    | 1      | 91 % (192 avis) | 77 (43 avis)   |
| Falcon et le Soldat de l'hiver | 1      | 89 % (31 avis)  | 74 (32 avis)   |
| Loki                           | 1      | 92 % (127 avis) | 74 (32 avis)   |
| What If...?                    | 1      | 93 % (78 avis)  | 69 (16 avis)   |
| Hawkeye                        | 1      | 92 % (88 avis)  | 66 (27 avis)   |
| Moon Knight                    | 1      | 87 % (115 avis) | 69 (27 avis)   |
| Miss Marvel                    | 1      | 97 % (263 avis) | 78 % (23 avis) |
| She-Hulk : Avocate             | 1      | 87 %            | 67 % (26 avis) |

Avant les débuts de WandaVision pour lancer la phase 4, Julia Alexander de The Verge s'est demandé si les studios Marvel saturaient trop leur contenu, affirmant qu'avoir essentiellement « quelque chose de nouveau de Marvel chaque semaine (en 2021) est une bénédiction ou une malédiction », selon ce que les téléspectateurs pensent du MCU. Alors qu'Alexandre estimait que la fatigue de la franchise était possible, elle a déclaré que la plus grande préoccupation de Marvel Studios et de Disney était de perdre la confiance de la base de fans, citant la trilogie New Star Wars (2015-2019) comme exemple de la plupart des fans qui ne sont pas satisfaits de la qualité du contenu. Alexander a été encouragé par le fait que Feige dirigeait le développement de la série Disney +, contrairement à la précédente série télévisée de Marvel qui était séparée des films MCU et dirigée par Jeph Loeb de Marvel Television, et que le studio « a juste besoin de continuer à faire ce qu'il faisait déjà » pour que « le même niveau d'attention » soit accordé à la création des histoires globales des films précédents à appliquer aux séries Disney +.

### Téléfilms
| Titre                                       | Rotten Tomatoes | Metacritic       |
| ------------------------------------------- | --------------- | ---------------- |
| Werewolf by Night                           | 90% (103 avis)  | 69/100 (17 avis) |
| Les Gardiens de la Galaxie : Joyeuses Fêtes | 92% (50 avis    | 82/100 (8 avis)  |

## Médias Liés

### Marvel Studios: Legends (2021 - 2022)
Annoncée en décembre 2020, cette série examine les héros, les méchants et les moments individuels de l'univers cinématographique Marvel et comment ils se connectent, en prévision des histoires à venir qui les présenteront dans la phase quatre. Les deux premiers épisodes sont sortis sur Disney+ le 8 janvier 2021.

### Assembled (2021 - 2022)
En février 2021, la série documentaire Assembled a été annoncée. Chaque spécial va dans les coulisses de la production des films et séries télévisées MCU avec des acteurs et des créatifs supplémentaires. Le premier spécial, Assembled: The Making of WandaVision, sera lancé sur Disney + le 12 mars 2021. Des promotions supplémentaires pour Falcon et le soldat de l'hiver, Loki, Hawkeye et Black Widow ont également été annoncées.